# Brière
Pour l’article ayant un titre homophone, voir Brierre.
Pour les articles homonymes, voir Brière (homonymie).
La Brière ou Grande Brière est un marais situé au nord de l'estuaire de la Loire sur l'océan Atlantique, à l'ouest du département de la Loire-Atlantique, il constitue la partie est du pays de Guérande.

## Géographie
Ce pays de Loire-Atlantique est entre la Presqu'île guérandaise et le sillon de Bretagne, c'est un vaste marais où on distingue des « piardes » ( terrains toujours submergés ), des « platières » ( parfois hors d’eau ) et des îles où les hommes ont pu se fixer.

La Brière coïncide en grande partie avec le Parc naturel régional de Brière.

### Localisation
Une partie de ce marais, appelée « Grande Brière Mottière » et couvrant 6 700 hectares, est propriété indivise des habitants du voisinage (14 paroisses devenues 21 communes), selon un statut reconnu de fait par une lettre patente du duc de Bretagne François II en date du 8 août 1461, puis formellement accordé par le roi Louis XVI le 27 janvier 1784.
La Brière, ou Grande Brière est drainée par le dernier affluent de la Loire, le Brivet, qui se jette dans l'estuaire à la limite des communes de Saint-Nazaire et Montoir-de-Bretagne.
Son territoire s'étend sur 490 kilomètres carrés (49 000 ha), dont 170 kilomètres carrés (17 000 ha) de zones humides, au cœur desquelles le marais de Grande Brière Mottière couvre à lui seul 70 kilomètres carrés (7 000 ha), qui compte 21 communes.
La Brière constitue une des limites naturelles de la presqu'île guérandaise.

### Description
La Brière a été originellement un golfe marin (un peu comme l'actuel golfe du Morbihan) s'étendant sur une trentaine de kilomètres d'est en ouest et une vingtaine de kilomètres du nord au sud, limité au nord par le Sillon de Bretagne et au sud par une côte rocheuse allant de Saint-Nazaire au Croisic ; elle a été marquée par une série d'allers et retours de la mer en fonction des oscillations du niveau marin. Deux cordons littoraux constitués de sédiments pour celui de l'ouest (côté Mesquer) et d'alluvions pour celui de l'est (côté Loire) ont transformé progressivement l'ancien golfe en bassin fermé avec pour seul exutoire le Brivet. Le marais d'eau douce se constitua, alimenté par les eaux de ruissellement provenant des hauteurs avoisinantes. Originellement le marais avait environ 20 000 hectares de superficie, mais a vu sa superficie rétrécir au fil du temps, en partie par assèchement naturel, mais principalement par l'action des hommes, le marais actuel ne couvrant plus qu'une superficie de 7 000 hectares.

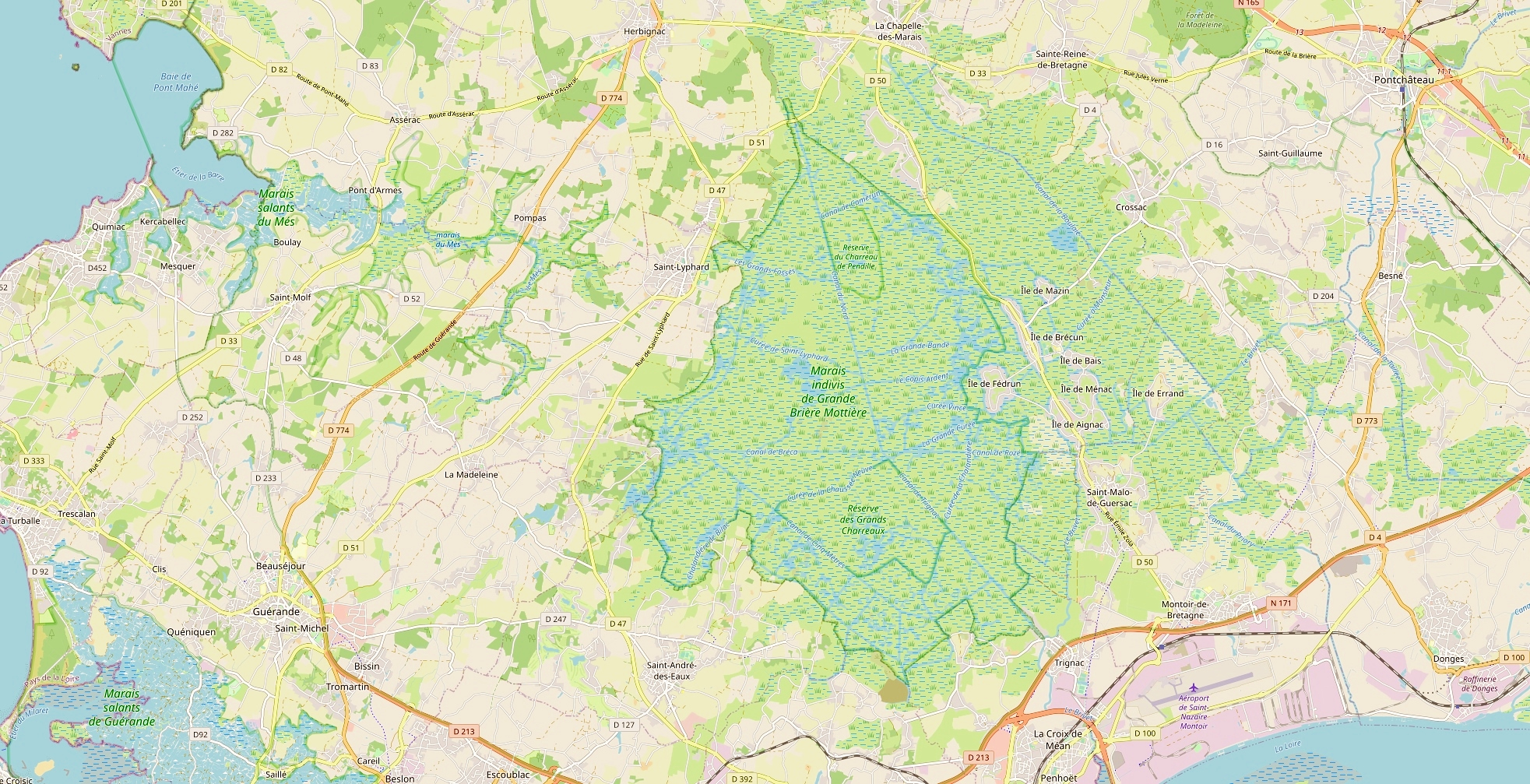
Carte de la Brière (Opensteetmap).

La Grande Brière Mottière, d'une altitude de 1 mètre seulement, affecte grossièrement la forme d'un triangle dont la base coïncide avec une ligne Saint-André-des-Eaux - Montoir et dont le sommet se trouve à La Chapelle-des-Marais ; 21 communes sont concernées : Guérande, La Baule-Escoublac, Saint-André-des-Eaux, Saint-Nazaire, Montoir, Donges, Pontchâteau, Saint-Joachim, Crossac, Herbignac, Saint-Lyphard, La Chapelle-des-Marais, Missillac, Pornichet, Besné, Sainte-Reine-de-Bretagne, Trignac, Prinquiau, La Chapelle-Launay, La Turballe et Saint-Malo-de-Guersac. La partie orientale, le marais de Donges, à l'Est de la route départementale 50, a perdu en raison des aménagements effectués depuis plus de deux siècles, ses caractéristiques marécageuses d'antan.
« Chaque année des quantités énormes de plantes aquatiques périssent. D'immenses étendues sont couvertes de roseaux, jamais coupés. La décomposition de tous ces végétaux favorise la création de la nouvelle tourbe et concourt à l'exhaussement du sol. La tourbe en voie de formation est nettement visible en été, alors que les eaux sont les plus basses ».
Alphonse de Châteaubriant, dans son roman La Brière, qui obtint en 1923 le Grand prix du roman de l'Académie française, en fait une description sinistre : « le sol défoncé offrait un feutre spongieux où s'enfonçaient les pieds dans une eau visqueuse. Et la même eau de ténèbres saturée de l'acide des décompositions séculaires exprimé du marc des tourbes, épaisse et lourde comme un drap de mort, noyait le fond des fosses [à tourbe] aux formes funèbres qui s'ouvraient de tous côtés, géantes blessures de la Brière, destinées à ne se refermer jamais ».

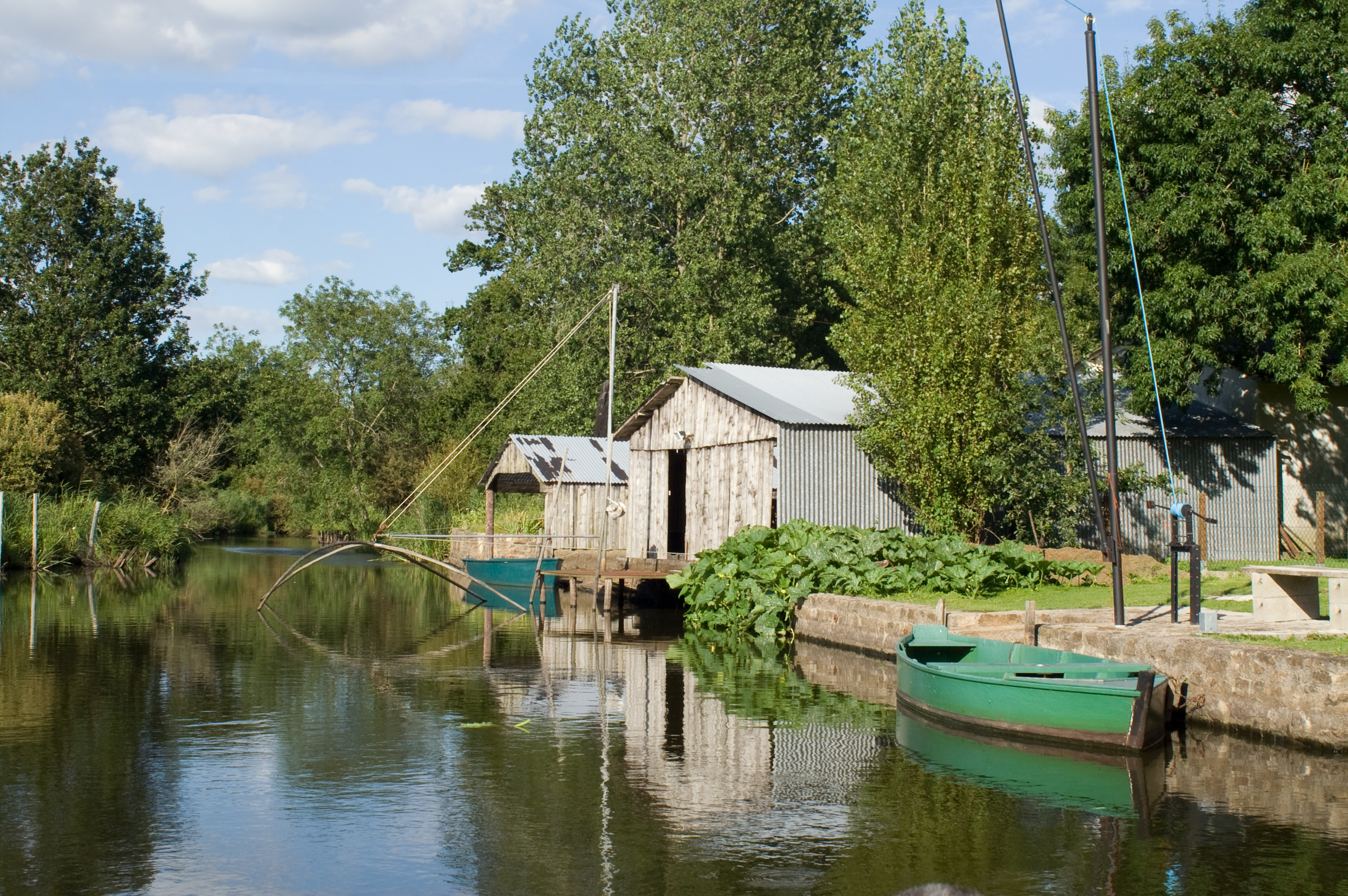
Un canal en Brière.
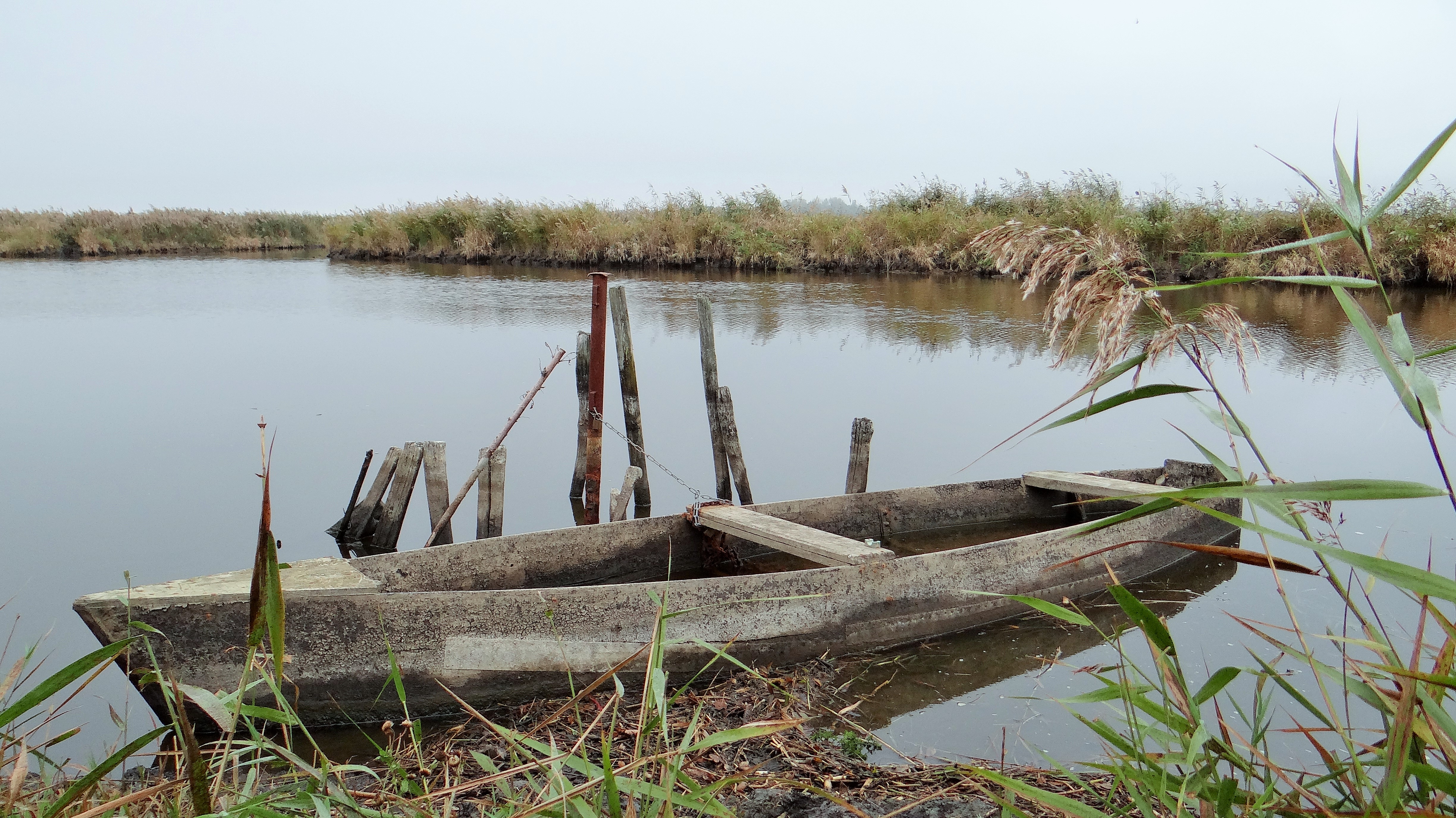
Marais de la Grande Brière, près de la réserve Pierre Constant.
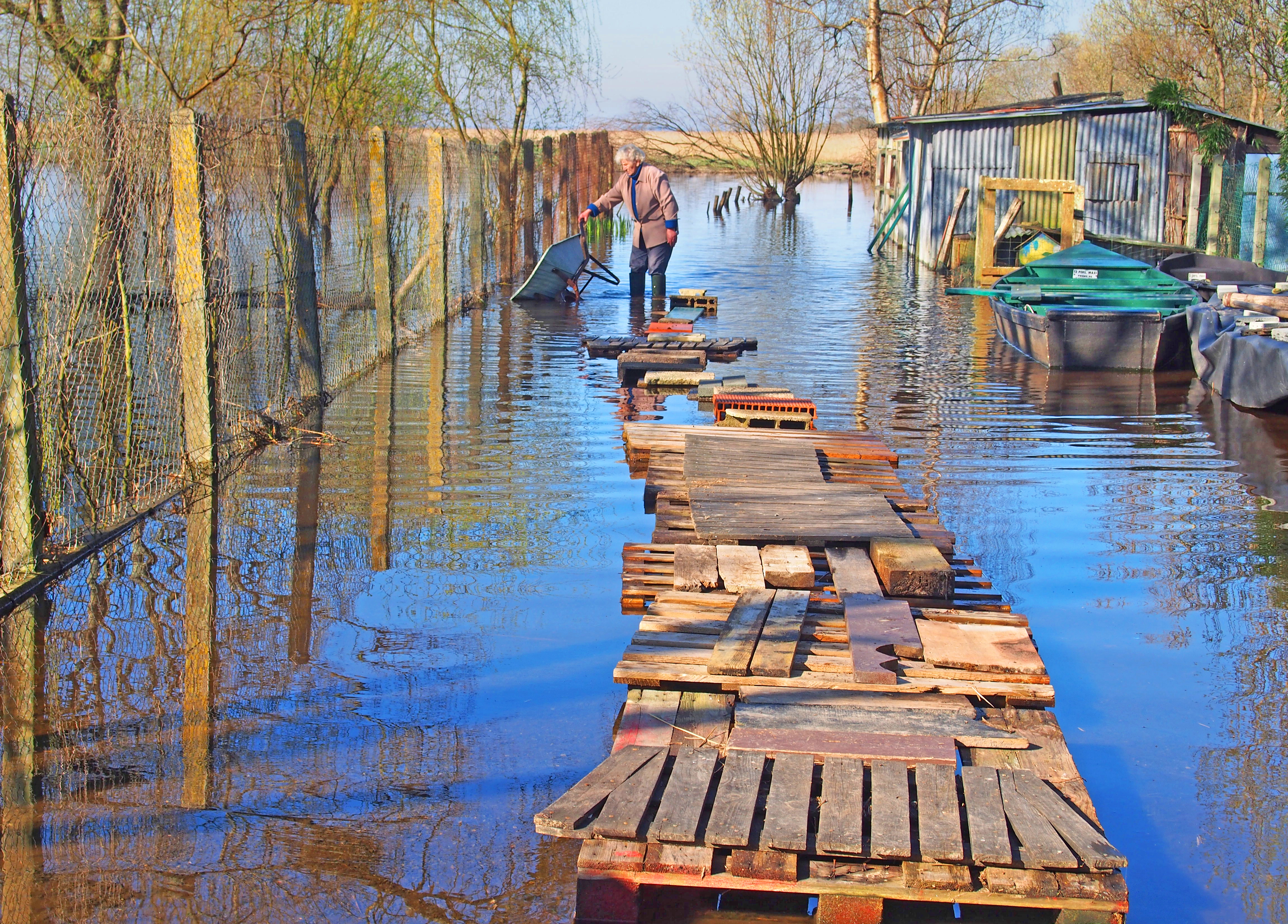
Une "levée" et des chalands de l'île de Fédrun.
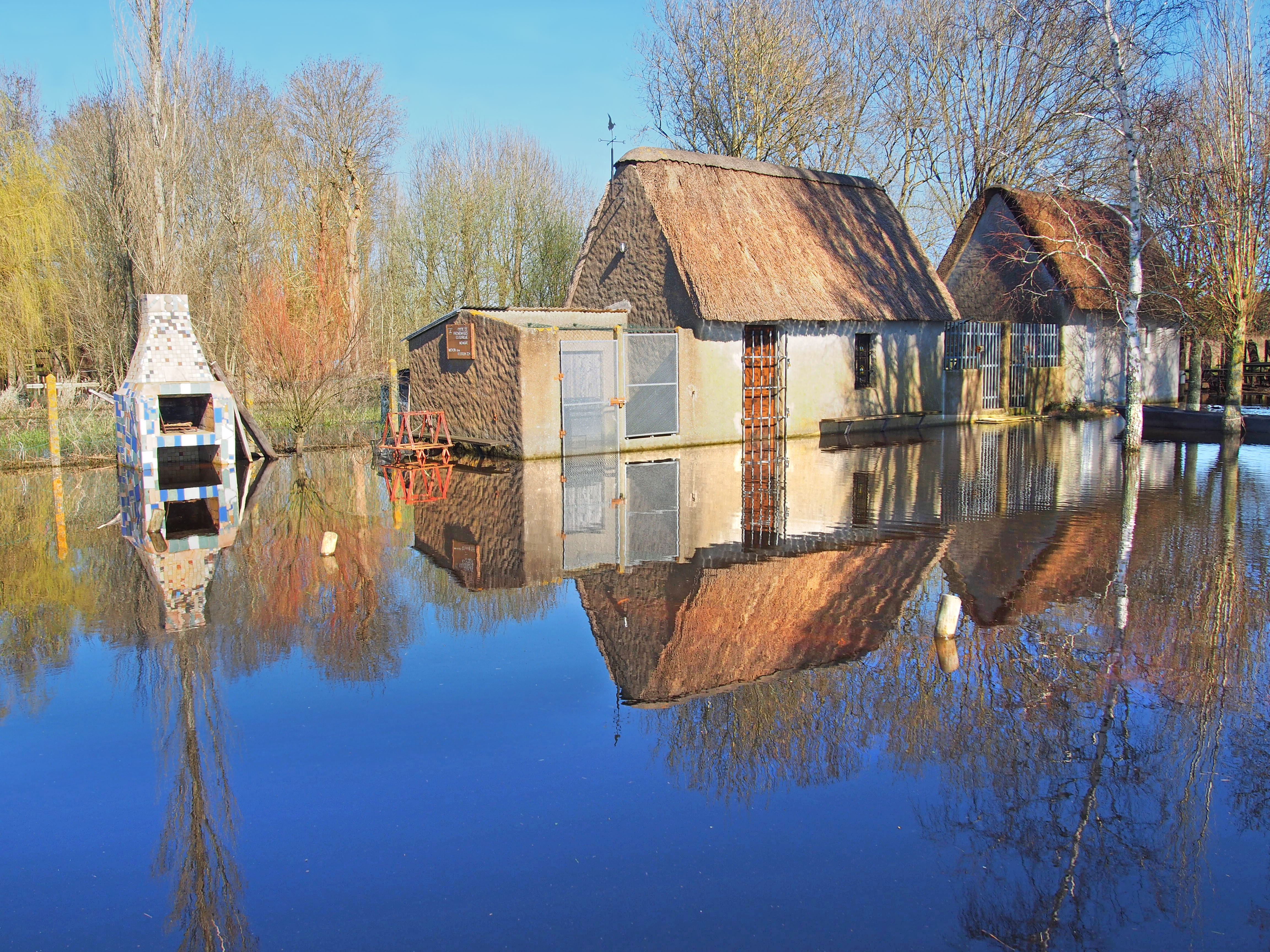
Chaumières des marais de l'île de Fédrun à Saint-Joachim.
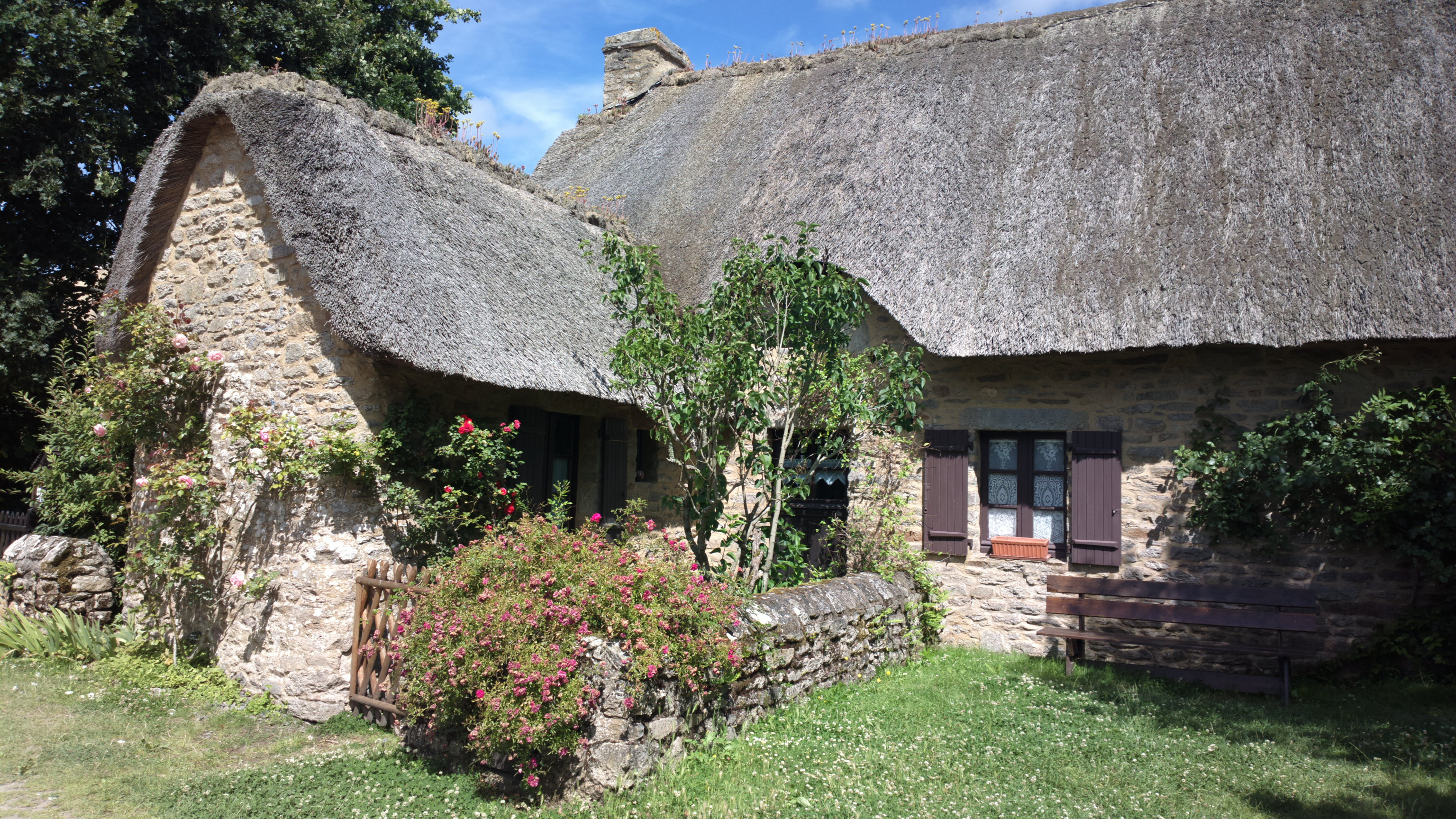
Chaumière à Kerhinet (en Saint-Lyphard).

Les hommes se sont installés dans les petites îles calcaires du golfe primitif, la principale étant celle de Pendille ou Pandille dite aussi "du bourg" de Saint-Joachim, qui fait figure de capitale de la Brière Mottière, et dont dépendent plusieurs autres "îles" (Fédrun, Mazin, Aignac, Ménac et Bais). « Le village îlien est entouré d'un canal circulaire, la "curée", creusé de "chalandières" où sont amarrés les "chalands" servant à parcourir le marais. De ce canal partent d'autres canaux, plus importants, menant au grand marais. Une seule rue circulaire dans le village, parallèle à la "curée". Au centre de l'île, à l'intérieur de la rue circulaire, la "gagnerie" pour les cultures, avec également les puits, les moulins, etc. Entre la rue circulaire et la "curée", les "levées" s'achevant en talus sur les rives du canal (…) ».
Dans le marais lui-même, on nomme "piardes" les zones d’eaux libres, "marreaux" les marais drainés utilisés comme prairies et "coupis" les marais non aménagés exploités collectivement pour la chasse, la pêche, la coupe des joncs pour les toits de chaume et le ramassage de la tourbe pour le chauffage.

### Géologie
« Le bassin de la Grande Brière (…) est une vallée qui a d'abord été comblée par la mer et par une suite de dépôts marins dont le passage se révèle dans le calcaire formant le fond (…) La vase fluviale est venue ensuite déposer [ses alluvions], sans toutefois faire disparaître les sommets rocheux qui dominaient les bas-fonds, puisqu'ils sont encore visibles aujourd'hui et forment des reliefs sur l'immensité [du marais]. (…) Les sommets rocheux qu'on nomme les îles de Trignac, de Pandille, d'Aine, de Guersac et tant d'autres, sont les derniers témoins de l'aspect pittoresque que présentait la vallée du Brivet et ses archipels dans les temps primitifs » écrit Léon Maître en 1897.
La Brière était lors des glaciations quaternaires (qui provoquèrent des baisses du niveau des mers), notamment au mésolithique, une forêt au relief ondulé, traversée par de petits cours d'eau ; la région fut réenvahie par la mer lors de la transgression flandrienne, à l'exception des sommets, devenus des îlots. Les habitats antérieurs et les sépultures préhistoriques ont été recouverts par les sédiments et sont restés intacts, ce qui a permis lors de fouilles réalisées dans la décennie 1960 de découvrir des dizaines de milliers de pièces de silex et de tessons de poteries, datant principalement du chasséen. Par la suite, après le retrait de la mer, les barres d'alluvions de la Loire empêchant l'évacuation des eaux douces du bassin versant du Brivet firent de la Brière une tourbière dans laquelle on trouve fréquemment des troncs d'arbres particulièrement bien conservés, témoins des forêts préexistantes.

### Hydrographie
La Brière est traversée par la rivière Brivet, dernier affluent de rive droite de la Loire au niveau de son embouchure.
Dans un passé lointain, le Brivet décrivait en Brière de nombreux bras et détours, qui portaient ses eaux jusqu'aux rives de Saint-Lyphard et de Saint-André-des-Eaux, recevant aussi les eaux des ruisseaux venant d'Herbignac, de Missillac et de La Chapelle-des-Marais et se déversait dans la Loire et l'Océan par plusieurs embouchures. Les vases, les sables , la tourbe (due à la décomposition des sphaignes qui ont proliféré depuis le début de l'ère quaternaire à partir du moment où la région n'a plus été envahie par l'eau de mer), les alluvions et les aménagements effectués par les hommes ont considérablement modifié et rectifié son cours.
Autrefois les eaux du marais s'écoulaient en Loire par plusieurs ruisseaux dénommés étiers ; le plus important, l'étier de Méan, est le seul à avoir véritablement subsisté , les autres ayant quasiment disparu comme l'ancien étier de Montoir, dénommé aussi "ruisseau de la Ramée", dont la pente est si faible qu'il aurait fini par se colmater complètement en raison de l'envasement s'il n'était régulièrement curé. Un autre exutoire du marais était la "Grande Curée", qui part de Marsac, mais s'est totalement colmaté près de son embouchure. Les canaux de la Taillée, de Martigné, du Priory reprennent le tracé d'anciens étiers portant ces noms et aménagés en 1825 pour drainer la partie du marais située au nord de Donges.

## Urbanisme

### Morphologie urbaine
Les marais de la Grande Brière Mottière s'étendent principalement sur la commune de Saint-Joachim qui comprend le territoire indivis du marais.
Plusieurs communes ont une part plus ou moins importante de leur territoire sur le marais de Brière et ses annexes, ce sont :
- Assérac ;
- La Baule-Escoublac ;
- La Chapelle-des-Marais ;
- Crossac ;
- Donges ;
- Guérande ;
- Herbignac ;
- Missillac ;
- Montoir-de-Bretagne ;
- Saint-André-des-Eaux ;
- Saint-Joachim ;
- Saint-Lyphard ;
- Saint-Malo-de-Guersac ;
- Saint-Molf ;
- Saint-Nazaire ;
- Sainte-Reine-de-Bretagne ;
- Trignac.

Toutes ces communes interviennent dans la gestion du marais et du Parc naturel régional de Brière.
Par extension, vingt communes sont considérées comme faisant partie de la Brière : aux dix-sept communes précédentes s'ajoutent les communes de Besné, Prinquiau et Pontchâteau en raison de leurs liens avec le réseau hydrographique du Brivet (dernier affluent de la Loire), à travers les marais de Grande Brière et de Donges. Ces trois communes ne sont pas membres adhérents directs du parc naturel, mais membres du syndicat mixte d'aménagement hydraulique du bassin du Brivet.
Dans la gestion du Parc naturel régional de Brière, incluant les marais de Grande Brière et ses annexes, ainsi que les Marais du Mès, s'ajoutent d'autres intervenants, dont :
- la commission syndicale de Grande Brière Mottière (organisme gestionnaire du marais indivis) ;
- les villes de Nantes, de La Baule, Pornichet, qui n'ont aucun lien territorial avec les marais ;
- le département de la Loire-Atlantique et la région Pays de la Loire ;
- la chambre de commerce et d'industrie de Nantes et de Saint-Nazaire ;
- le syndicat mixte d'aménagement hydraulique du bassin du Brivet.

### Habitat

#### Habitat traditionnel

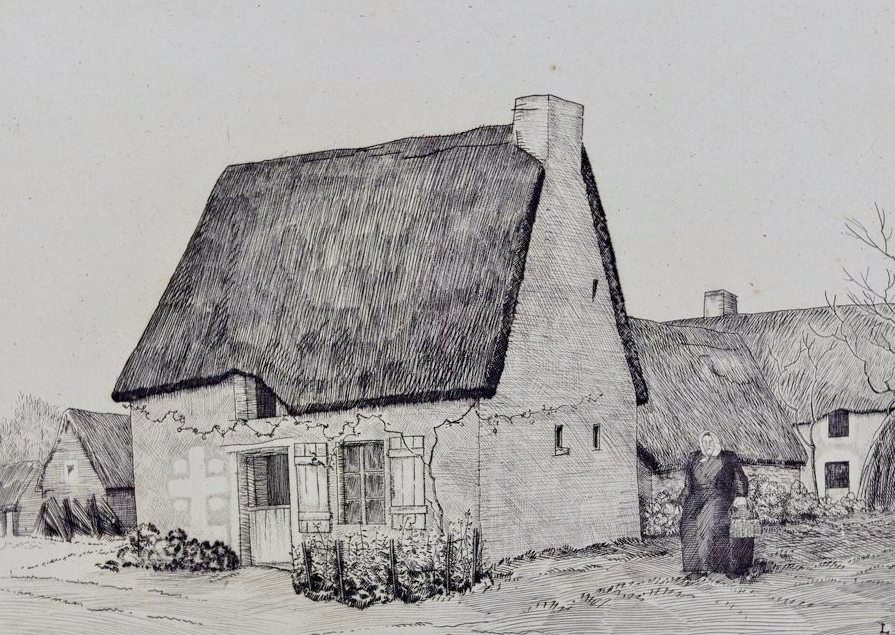
Jean Émile Laboureur : Chaumière de la Brière (estampe, 1932).

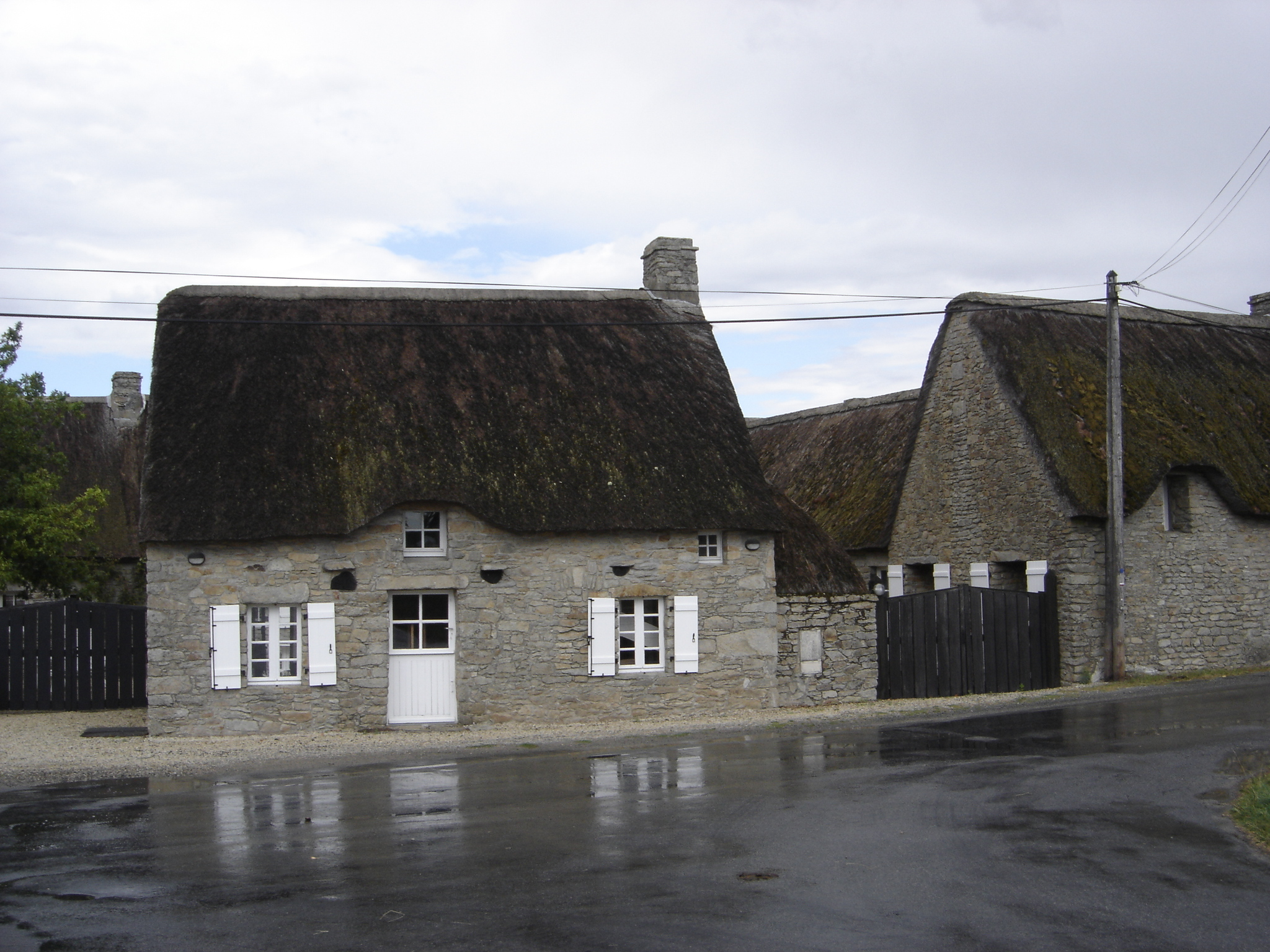
Chaumière en Brière.

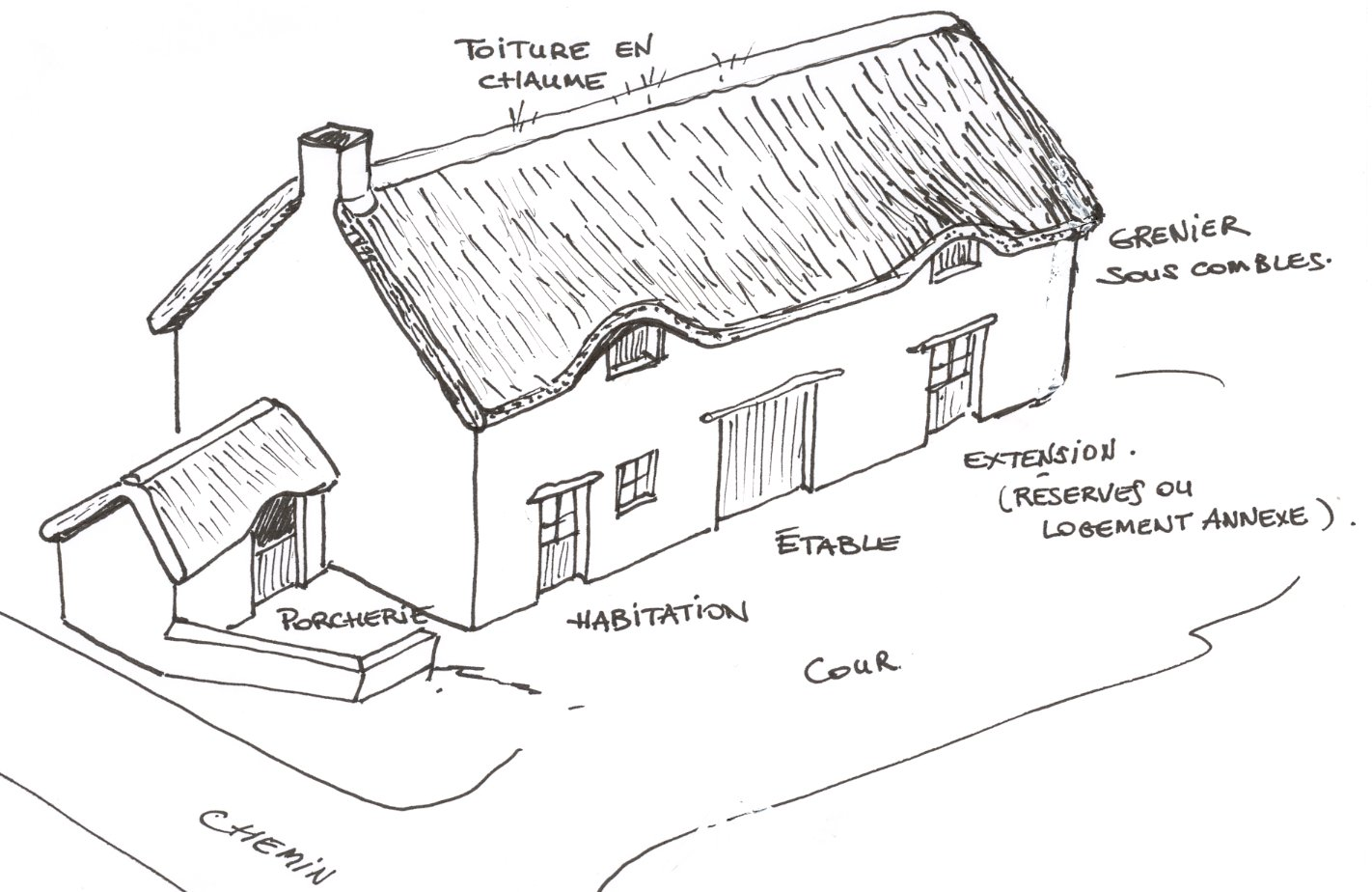
Habitat traditionnel du Pays métais, chaumière briéronne.

Les habitations traditionnelles de plus de 200 ans ne présentent pas de fenêtre, en raison des taxes sur les portes et fenêtres existant à l’époque de leur construction. Les pierres sont unies par un liant d’argile mêlée à de la paille ou du roseau, et la charpente est constituée de morta. La couverture est faite de chaume de roseaux (Phragmites australis) — le seigle, puis le jonc jusqu’au XIXe siècle ont précédé le roseau —, dont l’épaisseur peut dépasser un mètre ; l'inclinaison varie de 45 à 53 degrés.
La chaumière traditionnelle selon le bâti ancien, au toit de chaume et aux murs de pierres — schiste ou granite —perspirants, souffre de peu d’apports solaires et d’une ventilation naturelle faible.
Les matériaux respirants participent à la régulation de l’humidité, provenant du haut niveau de pluviométrie et de la proximité des marais, et empêchent condensation et moisissures ; ils contribuent à assurer une inertie thermique relative.

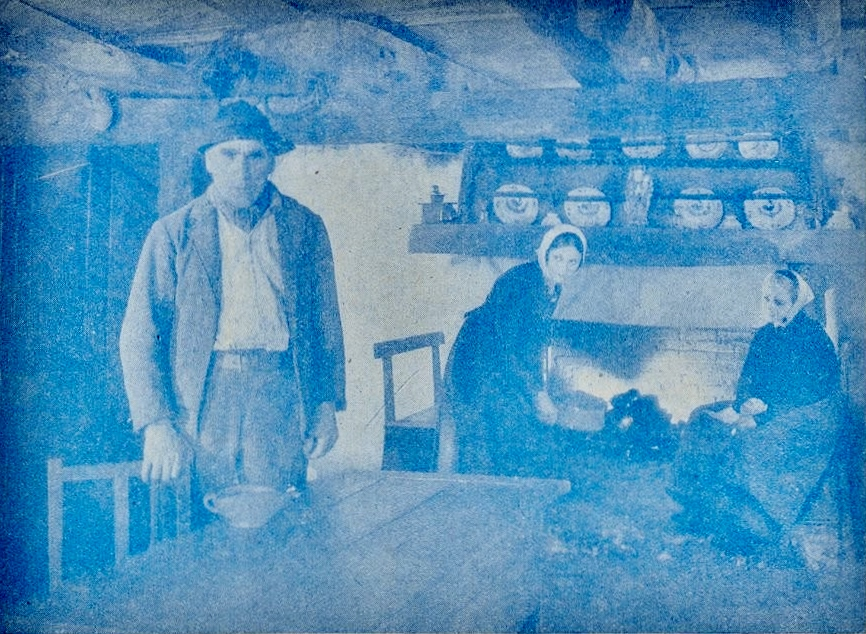
Intérieur d'une maison briéronne vers 1934.

Il s'agit d’une maison longue à foyer ouvert, qui accueille humains et bétail sans séparation, dans une pièce unique prolongée par une écurie ou une étable. Les récoltes sont stockées dans les combles ; le plancher de ce grenier est en torchis composé de quenouilles, barreaux de châtaignier emmaillotés de foin mélangé à un enduit — ou barbotine — de terre et positionnés en appui sur les poutres. La façade principale est donc percée de trois ouvertures, la porte, une fenêtre étroite, et l’accès aux combles. La porte est à lucet, et empêche les animaux de basse-cour de rentrer, ou les enfants en bas âge de sortir. Compte tenu du faible nombre d’ouvertures, mais aussi du noir de fumée déposé sur les murs et le plafond, l'intérieur de la chaumière est assez sombre ; un badigeonnage à la chaux regayait régulièrement la pièce.
Le XIXe siècle voit apparaître l’ardoise, qui remplace le chaume, et le béton en lieu et place de la pierre apparente.
Fours à pain, puits et croix de chemins font partie du paysage traditionnel. Les fours à pain sont érigés à bonne distance des habitations, afin d’éviter d’enflammer le chaume des toitures, et l’ouverture orientée au nord-nord-est, dans le quadrant opposé aux vents dominants.
Les villages de Kerhinet et de Bréca, à Saint-Lyphard, ont été entièrement restaurés dans leur état original par le parc naturel régional de Brière à partir des années 1970.
On dénombre, en 2013, plus de 3 000 chaumières dans le parc naturel de Brière.

« Les chaumières constituent la forme la plus emblématique et la plus pittoresque du patrimoine rural de la Brière. Ce type d’habitat ne semble guère avoir évolué jusqu’au milieu du XIXe siècle. C’est à cette époque en effet que les plus riches propriétaires vont introduire de la brique dans leur construction et remplacer la toiture de chaume par une couverture en ardoise. L’aire de répartition des chaumières correspond aux secteurs qui étaient les plus pauvres à la fin du XIXe siècle et qui le sont demeurés jusqu’au milieu du XXe siècle [partie ouest du parc dont Saint-Lyphard fait partie].
La qualité esthétique de ces constructions, leur intérêt historique ou archéologique, leur appartenance à un ensemble bâti homogène, mais aussi la place indéniable qu’elles occupent dans notre mémoire collective, réclament qu’on prévienne la démolition et qu’on leur épargne des aménagements inadaptés. »

— Extrait de la charte paysagère du parc de Brière, juin 2005.

## Toponymie
Son nom est issu du breton briver, lui-même formé sur le radical celtique *bredh, « boue », apparenté à brai, associant l’idée d’un « endroit marécageux et de terrain plat ».[réf. nécessaire]
En gallo, son nom est Beriere.
De nombreux écarts et villages portent des noms à consonance bretonne. C'est le cas d'un grand nombre de localités et villages de la Brière situés à l'ouest d'une ligne allant de Saint-Malo-de-Guersac à La Chapelle-des-Marais ; à l'est de cet axe, les toponymes d'origine bretonne sont peu nombreux.

## Histoire

### De la Préhistoire aux Temps modernes
De nombreux vestiges datés de la période néolithique (principalement des tertre bas et des sépultures mégalithiques) ont été mis au jour en Brière, témoignant de l'installation de populations sédentaires. Il existe une centaine de monuments mégalithiques sur le pourtour de la Brière dont, parmi les plus connus, les dolmens de Kerbourg en Saint-Lyphard et le dolmen de la Barbière à Crossac. Au milieu du troisième millénaire avant notre ère, la Brière est isolée de l'estuaire de la Loire par des cordons de vase, permettant l'apparition d'une forêt. L'augmentation du niveau de l'eau douce à partir de 2300 av. J.-C. entraîne la disparition de cette forêt et l'apparition de vastes tourbières que dominent quelques îles. L'actuel marais de Brière était il y a deux millénaires envahi par la mer et la région de Pornichet - Guérande - La Turballe formait alors une île (du temps des Romains le passage marin était ouvert entre Donges et Saint-Nazaire et, au gré des marées, la mer pouvait aussi pénétrer entre Mesquer et Saint-Lyphard, ce que monte bien la carte géologique de la région, ainsi que la carte de Cassini).
Durant l'âge du fer, la Brière était habitée par les Namnètes. Les Gaulois ont exploité des gisements de fer (aux Ferrières en Guersac) et de plomb argentifère (à l'Île des Eaux en Crossac ; les Romains ont exploité le calcaire de Campbon et de Bergon pour faire de la chaux, construisant des ateliers, notamment à La Chapelle-des-Marais.
À partir du haut Moyen Âge, la Brière dépendit de la vicomté de Donges.
Le duc de Bretagne François II accorda en 1461 un statut spécial à la Brière. Il accorda à ses habitants la gestion de leurs marais en propriété indivise, à charge pour eux de curer les chenaux et d'entretenir le marais ; ils obtiennent le droit de chasser, de pêcher et d'exploiter la tourbe.
Les États de Bretagne confirmèrent le 12 novembre 1784 des lettres patentes du roi maintenant « les habitants des villes et paroisses de Guérande, Saint-Lyphard, Saint-André, Escoublac, et tout le peuple commune des paroisses voisines de la Brière dans la propriété, possession et jouissance commune et publique de ladite Brière, "motiers et terreins" contenant des tourbes ou mottes à brûler situés entre et dans lesdites paroisses, et par lesquelles Sa Majesté a ordonné qu'ils continueraient d'aller et venir, d'y mener, faire conduire et paître leurs bestiaux (…). Il y a un grand terrein tourbeux, qu'on appelle en général la Brière ou Bruière, du mot latin brugria qui signifie une tourbière. Les pauvres riverains de la Brière n'ont presque tous pas d'autre véritable bien et nulle autre ressource suffisante pour se chauffer et pour vivre que les tourbes ou mottes à brûler qu'ils en tirent pendant la sécheresse de l'été et dont ils vendent l'excédent de leur provision. Les herbages, roseaux et autres plantes qui y croissent leur sont également nécessaires pour la nourriture et la litière de leurs bestiaux [et des moutons noirs dits "briérons"] et pour la couverture de leurs maisons ».
Sous l'Ancien Régime la majeure partie de la Brière dépendait de la très vaste paroisse de Montoir, dont Saint-Joachim était une trève ; La Chapelle-des-Marais dépendait de Missillac et Sainte-Reine de Pontchâteau, ceci jusqu'en 1771, date de création de ces paroisses. Saint-Malo [-de-Guersac] n'était qu'un simple hameau de la paroisse de Montoir, disposant toutefois d'une chapelle. Saint-Lyphard par contre était déjà une paroisse indépendante, ainsi que celle de Crossac qui aurait été fondée dès le XIe siècle.

### Un isolat humain
L'isolement des Briérons donnait lieu à une forte endogamie comme le décrit Roger Camboulives : « Les Briérons se mariaient le plus souvent dans leur propre village, surtout les « îliens », au plus dans les îles voisines ; et celui qui choisissait son conjoint dans une terre plus lointaine était méprisé, mis à l'index (...) Cet usage du mariage entre voisins amenait dans les villages à n'avoir qu'un nombre réduit de noms de famille. Par exemple les Moyon forment 40 % de ces noms, les Aoustins 10 %, etc. » Le même auteur écrit « que l'on a pu dire que la Brière n'était pas en France, et pas même en Bretagne (les Briérons n'ont jamais parlé le breton, mais un patois français) » et que les Briérons sont restés longtemps attachés à leurs croyances traditionnelles (âmes errantes sur le marais, sorcellerie, foi chrétienne restée imprégnée de paganisme, etc.). Le Briéron est méfiant à l'égard de l'étranger et ne se lie pas facilement. Le baron de Frénilly, député de Savenay, qui visite la Brière en 1822, décrit les Briérons « vêtus de la laine de leurs moutons noirs, et portant des faces basanées, qui s'encadrent dans deux rivières de crin noir ; on aurait peur de les rencontrer après le soleil couché ». Alphonse de Châteaubriant a même écrit : « Les Briérons n'hésitent jamais à tuer un étranger, c'est-à-dire un homme qui n'est pas natif de la Brière, et qu'ils soupçonnent d'avoir de mauvais desseins, ou simplement d'être fonctionnaire ou ingénieur ».
Cet isolement explique que la Brière n'a pas joué de rôle important dans l'histoire, par exemple lors de la Guerre de Vendée (les Briérons ont tout au plus caché quelques prêtres réfractaires et quelques fuyards vendéens après leur défaite lors de la bataille de Savenay) ; de même pendant la Seconde Guerre mondiale les Briérons ont vécu enfermés dans leur marais, paraissant indifférents à la présence de l'occupant.
Les Briérons ont longtemps été méprisés par leurs voisins : « il existe une foule de charges dans lesquelles les Briérons ont toujours le sot rôle ; on leur joue mille tours ; ce sont les naïfs de ce coin de département. Quand ils descendent la Loire à la voile, sur leurs bateaux plats appelés blins, chargés de mottes (tourbe) qu'ils vont vendre dans les bourgs riverains, tout le monde crie : "Pousse à fond, Briéron !" (allusion probable à la façon dont ils font avancer leurs barques dans les étiers de la Brière). Ce pousse à fond a le privilège de les irriter. (…) ». Des dictons traditionnels illustraient aussi ce mépris comme "Il est foutu comme un Briéron", "Il a une figure de Briéron" ou encore "Il faut trois Briérons pour faire un homme". Mais l'inverse est également vrai, le journal Paris-soir titre en 1941 : « Jetant ses filets Pierre le Briéron m'a crié sa haine des "civilisés" » et la revue Regards évoque en 1936 « le mépris dont les Briérons accablent les étrangers, ces "hors-venus" », qu'ils soient chasseurs ou agents de l'État ; « les Briérons rendent eux-mêmes la justice, n'admettent pas les gendarmes dans leurs différends » écrit Alphonse de Châteaubriant dans son roman La Brière (le succès du livre provoqua d'ailleurs la fureur des Briérons car cela provoqua une ruée touristique d'« étrangers »). Les chasseurs de canards venus d'ailleurs étaient malvenus.
Toutefois de nombreux Briérons étaient marins comme l'illustre le "Mémorial aux marins briérons". Par exemple en 1860, à Saint-Joachim, commune peuplée alors de 4000 habitants environ, on recensait 12 capitaines de navire, 245 matelots, 43 novices, 40 mousses, 240 marins hors de service et 434 charpentiers de navire.
De nos jours, cet isolement s'estompe : « l'exploitation de la tourbe est des plus mesurées (…) et si le Briéron conserve sa barque près de sa petite maison basse, blanchie à la chaux, couverte de chaume ou de joncs, c'est surtout pour aller chasser le canard ou l'oie sauvage, dont la chair sera accommodée selon les recettes ancestrales, ou bien pour pêcher l'anguille ou les grenouilles » écrit Bernard Iselin en 1975.

### La Brière auxXIXesiècleetXXesiècle

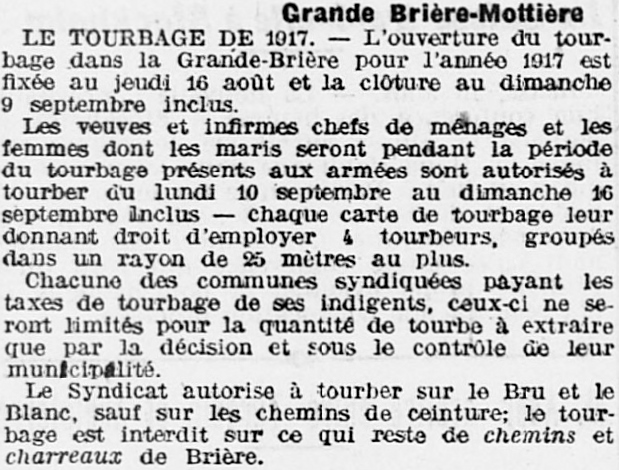
L'exploitation de la tourbe en Grande Brière mottière en 1917 (journal L'Ouest-Éclair).

Les Briérons ont longtemps vécu en autarcie, pratiquant une économie de subsistance. Autrefois, ils récoltaient la tourbe d'où le nom de pays noir donné à la Brière où l'on navigue encore grâce à une barque appelée « chaland ». Les Briérons s'opposèrent dès la fin du XVIIIe siècle au grignotage du marais par des aménageurs, principalement la compagnie Debray, constituée le 2 décembre 1771 pour réaliser son dessèchement.

« La tourbe était à leurs yeux un trésor sans égal qu'on devait conserver à tout prix (…). Aussi quand la compagnie Debray vint annoncer, en 1776, qu'elle avait la prétention de changer l'agriculture, de faire de bonnes prairies sur une superficie de 7 000 hectares autour de Donges, ses propositions furent accueillies avec un sourire d'incrédulité. (…) Quand on vit qu'elle tenait ses promesses, on lui déclara la guerre jusqu'à manifester à main armée et on renversa ses ouvrages. Les passions s'échauffèrent à tel point qu'il fallut envoyer des troupes, en 1830, pour maintenir l'ordre et protéger les dessécheurs. »

Face à ces oppositions, la compagnie Debray, qui commença les travaux en 1774, dut limiter son action à la partie Est, le marais de Donges, et abandonner toute prétention sur la "Grande Brière Mottière" appelée aussi "Brière Noire". Le canal de la Boulaie fut par exemple comblé à plusieurs reprises par les opposants lors de sa construction et les ponts incendiés. Le réseau des canaux permettant le drainage du marais de Donges ne fut achevé qu'une cinquantaine d'années plus tard au prix de difficultés inouïes et d'une cascade de procès interminables et ruineux ; plusieurs membres de la compagnie Debray y engloutirent leur fortune.
Avant la construction des premières routes dans la décennie 1830, on ne pouvait pas circuler en Brière l'hiver autrement qu'en bateau ; on se serait exposé à tomber dans des fondrières, des fossés et des étangs. La partie située à l'est de l'actuelle route départementale 50 (laquelle traverse du sud au nord la Brière en s'appuyant sur les îlots disposés comme en grains de chapelet) a été aménagée en multipliant canaux et fossés en prairies sur une superficie d'environ 6 000 hectares ; la partie située à l'ouest de cette route est restée un marais sans maisons et sans voies de communications, consacrée presque uniquement à l'extraction de la tourbe qui faisait vivre près de 10 000 familles : « des familles entières descendent de tous les coteaux environnants : hommes, femmes et enfants , tous s'apprêtent à faire une ample provision, soit pour leurs besoins personnels, soit pour se livrer au commerce des mottes (…) On les charge sur des bateaux plats très légers, nommés "belins" ["blins" en fait], qui les conduisent jusqu'aux rivages de la Brière. (…) Avant l'usage du charbon de terre, on en exportait jusqu'à Vannes, à La Rochelle et Bordeaux ». Émile Auzou écrit en 1897 que vers 1823 on extrayait 324 700 000 mottes de tourbe par an, mais que cette exploitation s'est nettement ralentie depuis ; il précise aussi que les marais de Donges « donnaient alors pour 100 000 francs de sangsues par an ».
Victor-Eugène Ardouin-Dumazet, qui visite la Brière en 1894, écrit qu'en période de tourbage la Grand Brière Mottière présente un spectacle animé : « sur l'immense marais des milliers d'hommes creusent le sol ; la couche de tourbe, épaisse de 60 à 80 centimètres, est découverte et l'on y taille des petites mottes qui seront emportées soit par des charrettes, soit, lorsqu'un étier est à proximité, par les blains [blins]. À ce moment les chantiers et les usines de Saint-Nazaire sont en partie désorganisés, tous les Briérons qui y travaillent les abandonnent pour aller extraire la tourbe (…). Sur les 4 700 habitants de la commune de Saint-Joachim, 500 sont employés dans les usines (…) Les rares hommes restant dans les îles sont des pêcheurs qui poursuivent l'anguille ou le brochet dans les étiers, et les éleveurs de bœufs et de poulains ».
L'aménagement routier fut difficile et contesté : l'édification de la digue, qui allait servir à la construction future de la route départementale 50, fut entreprise en 1775, puis interrompue et reprise en 1820, son tracé reprenant celui d'anciennes chaussées submersibles qu'il fallut exhausser et consolider, la partie la plus difficile à aménager étant celle entre Pandille et Camerun car le terrain est à cet endroit particulièrement mouvant ; il fallut creuser des douves de chaque côté de la digue pour fournir la terre nécessaire, installer des pilotis et des fascines pour consolider et tenir les remblais. À ces difficultés naturelles s'ajoutèrent les exigences des Briérons qui obtinrent de nombreuses brèches pour pouvoir faire passer leurs "blins", beaucoup s'opposant même à sa construction en multipliant les sabotages, notamment près de Pandille ; une émeute importante éclata même en 1821: il fallut envoyer des soldats et le chantier fut arrêté un temps. Une fois la digue achevée entre Pandille [en Saint-Joachim] et Camerun [en La Chapelle-des-Marais] (elle ne fut pas construite en ligne droite afin de s'adapter aux conditions du terrain), elle fut dans un premier temps interdite à la circulation des bestiaux et des charrettes, ne s'ouvrant à celle-ci que progressivement à partir de 1848.
En 1838 la loi créa la Commission syndicale régissant collectivement la Brière, toujours propriété indivise ; la loi du 5 avril 1884 n'apporta aucun changement aux droits acquis : les syndics, souvent les maires des 21 communes concernées, sont toujours nommés par les conseils municipaux (par exemple le journal L'Ouest-Éclair publie le 8 mars 1930 le compte-rendu de la réunion annuelle des syndics de la Grande Brière) et le 16 mars 1935 le compte-rendu de la réunion de cette année-là. Les Briérons s'opposèrent à divers projets d'aménagement, en fait d'assèchement, par exemple en 1893 et en 1913 ; les partisans de l'aménagement considèrent que les seuls revenus de la Brière sont « l'exploitation de la tourbe, la pêche, la chasse et la récolte de roseaux et de mauvais fourrages pouvant tout au plus servir de litière ».
Léon Maître écrit en 1897 que « la navigation [sur] le Haut-Brivet a peu d'importance : elle sert uniquement aux transports des récoltes des marais ». Par contre « entre Pontchâteau et la Loire le mouvement était considérable ; les tourbes, les matériaux de construction, les vins et les denrées que consomment Pontchâteau et ses environs avant le chemin de fer, venaient toujours par le Bas-Brivet ; les bois descendaient aussi par la même voie ».
Léon Maître précise encore :

« Avant le dessèchement (…) l'inondation favorisait les transports en tous sens à travers les marais ; chaque maison bâtie à la rive des îles pouvait avoir son bateau à sa porte, on voyait pousser les joncs avec lesquels on faisait de la litière aux bestiaux et une couverture aux maisons. Pour ceux-ci, les digues étaient nuisibles, elles devaient être rompues pour laisser passer les bateaux et les eaux devaient être maintenues hautes pendant l'hiver. Les dessécheurs, au contraire, voulaient une barrière continue et insubmersible entre la Grande Brière et les terres à conquérir (…). On fit taire les plus récalcitrants, ceux de Saint-Joachim et de La Chapelle-des-Marais, en leur creusant des ports et des canaux d'accès pour leur permettre de rejoindre la Loire (…). »

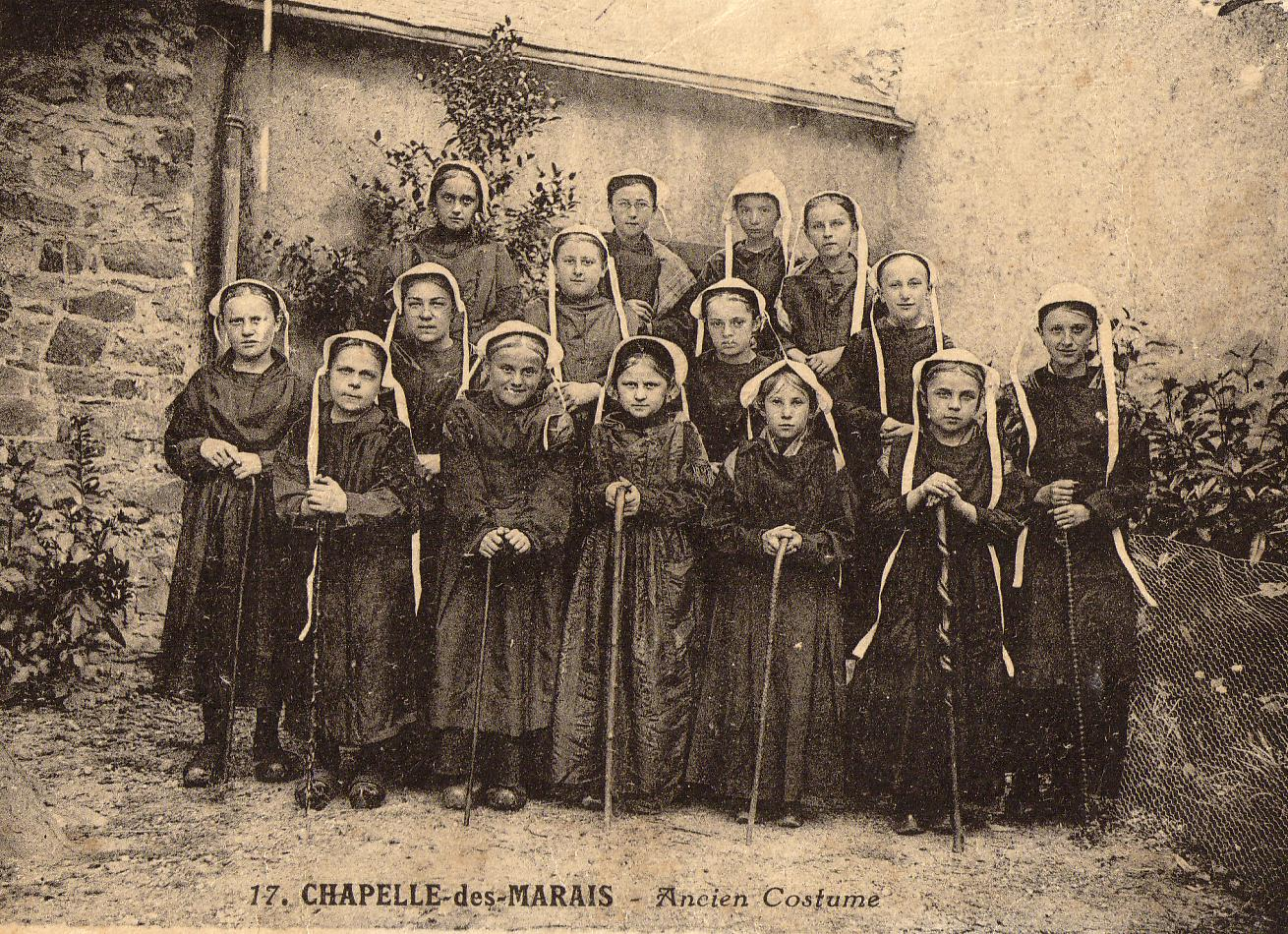
Costumes briérons vers 1930.

À partir du XVIIIe siècle, mais surtout du XIXe siècle, les Briérons, profitant de l'essor des chantiers navals de la Basse Loire, de la création des Forges de Trignac, puis du port de Saint-Nazaire, sont devenus des ouvriers des industries voisines, mais ont continué à pratiquer leur mode de vie traditionnel dans leurs villages de chaumières.

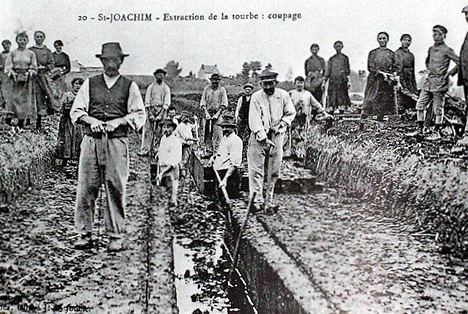
Extraction de la tourbe à Saint-Joachim vers 1920.
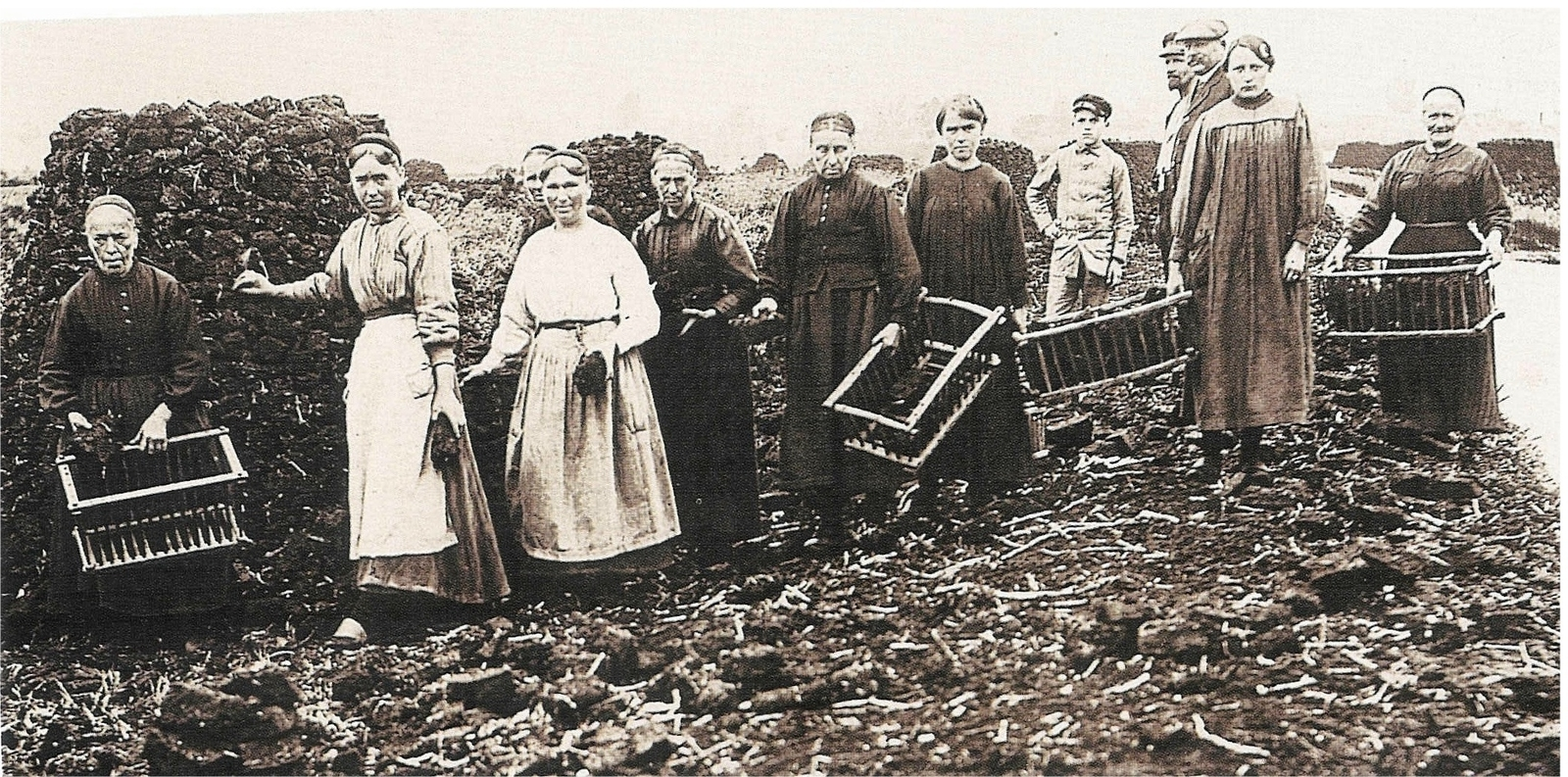
Coupe de la tourbe à Saint-Joachim (marais de Brière) vers 1920.
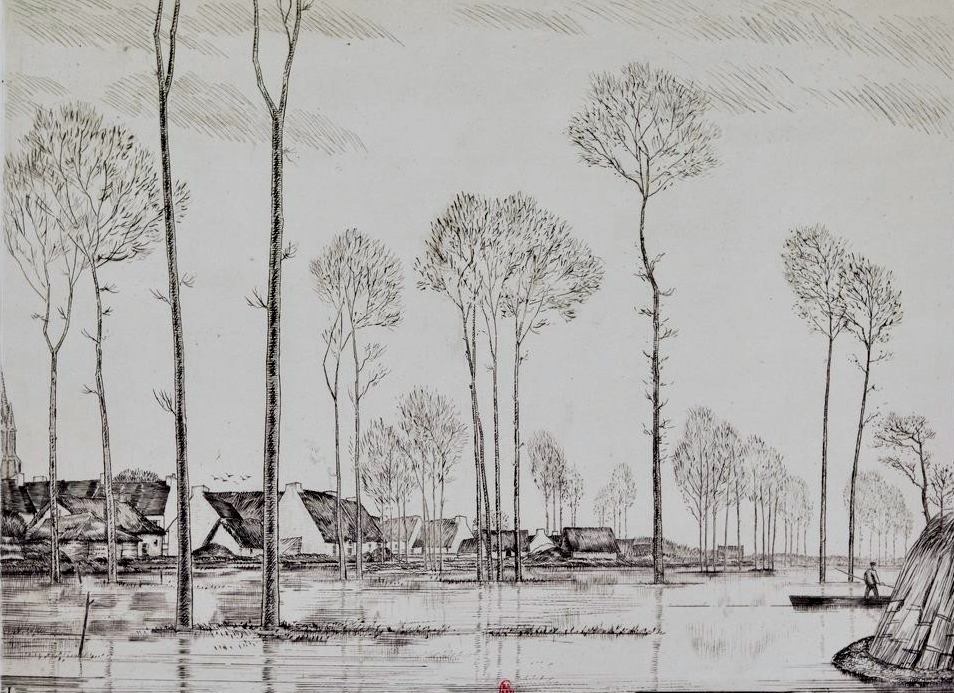
Jean-Émile Laboureur : La Brière inondée (estampe, 1932).
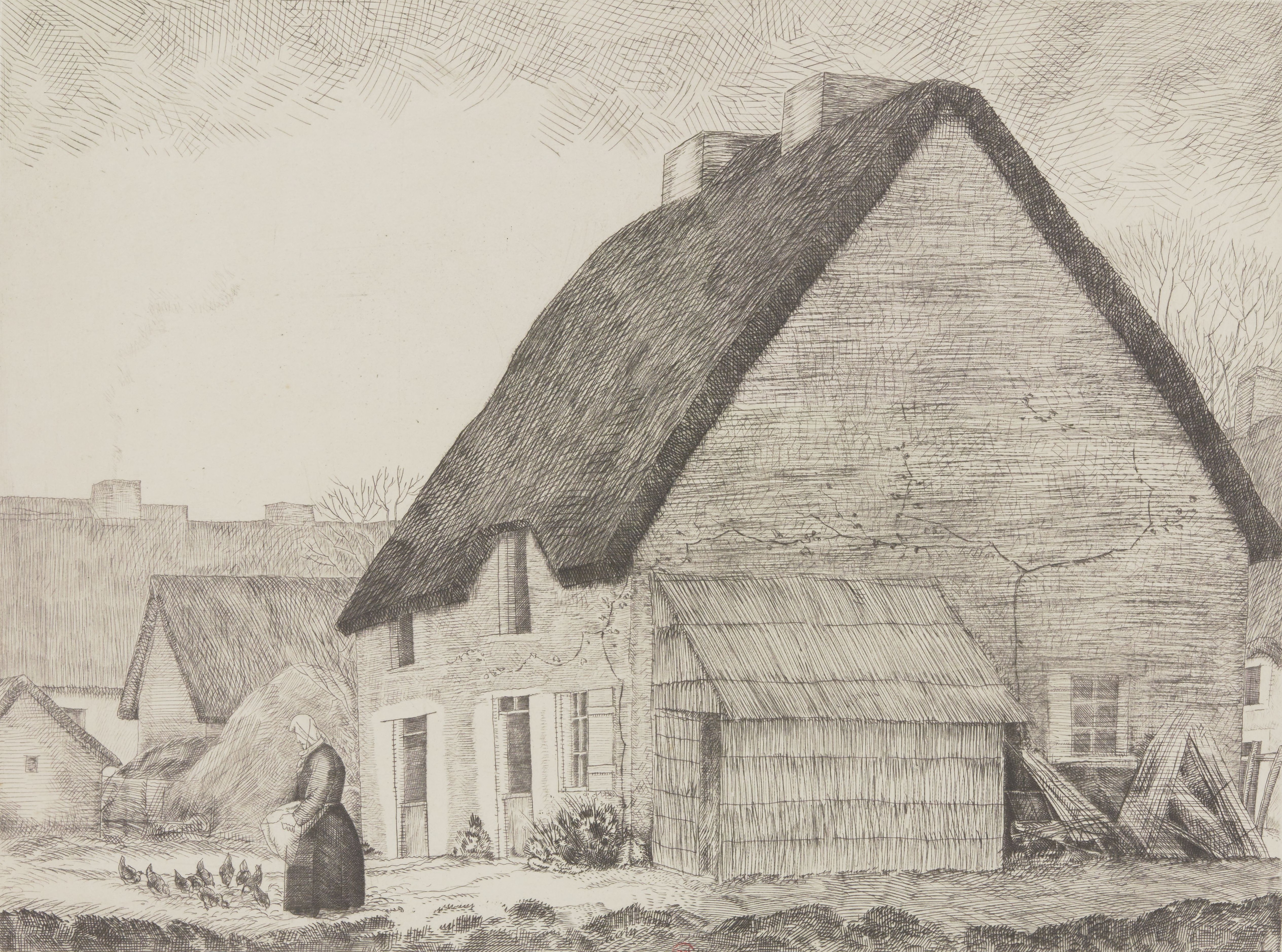
Jean-Émile Laboureur : Village de la Brière (estampe, 1932).

En 1897, la Brière est ainsi décrite par Léon Maître :

« L'observateur placé sur le calvaire de Pontchâteau, sur la butte de Saint-Servais en Escoublac (…) n'aperçoit devant lui [l'hiver] qu'une mer intérieure dont les rives, découpées de mille manières, forment une quantité innombrable de presqu'îles, de caps, de promontoires, de golfes minuscules (…). Sur cette mer intérieure de vingt lieues de tour, les tempêtes sont à redouter (…) si violentes au pied de la digue de Pandille qu'elles l'ont rompue quatre fois en 1839 (…) ; aussitôt les prairies se sont couvertes de quatre pieds d'eau. (…) Au mois de juillet le panorama change complètement : les eaux se sont retirées dans des canaux artificiels, les prairies verdissent de grandes surfaces, des ceintures d'arbres s'arrondissent autour des îles comme une couronne, les bestiaux se dispersent dans les pâtures, les roseaux se développent autour des lacs (…). Grâce à l'industrie humaine, la science hydraulique est devenue maîtresse des inondations, elle est parvenue à régulariser le va et vient des eaux, elle les retient lorsqu'elles sont salutaires et les renvoie vers la mer quand vient le printemps (…). Elle réussit, grâce à un système très ingénieux de canaux, de levées et d'écluses, à restreindre le périmètre du bassin mouillé, elle conquiert 6 000 sur 14 000 dans ce qu'on appelle la Brière et 7 000 dans le prolongement qu'on appelle le marais de Donges ; mais ce beau travail ne s'est pas accompli sans résistance de la part des habitants qui avaient leurs habitudes invétérées (…). »

En 1860 fut creusé le canal de Trignac, qui se jette dans le Brivet au Pont de Paille. L'aménagement s'est poursuivi au XXe siècle, les aménagements projetés en 1934 aboutissant à la construction en 1935 des canaux du Petit Étier et de Bréca, puis du barrage-écluse de Méan pour régler, conjointement avec celui de Rozé (édifié dès 1825), le régime des eaux dans le marais et s'opposer à l'envasement perpétuel de l'étier de Méan.
En 1918 l'exploitation de la tourbe était autorisée neuf jours par an au mois d'août, les permis (4 000 cette année-là) étant délivrés par les maires. Le même nombre de 4 000 exploitants de la tourbe (enlevant plus de 20 000 tonnes de mottes) était déjà indiqué en 1899 par Onésime Reclus.

### La Brière, devenue progressivement une zone d'intérêt écologique à protéger
Comme toutes les zones humides, la Brière a longtemps été perçue négativement : « Pour le vulgaire, la Brière n'est qu'un vaste marais dépourvu de tout charme : de la boue, de la fange, de l'eau sale, du dégoût et de l'ennui ! Mais pour l'œil d'un peintre-écrivain, c'est bien autre chose. Cette fange reflète un ciel aux mille nuances, produit des plantes et des fleurs. Elle est sillonnée d'étiers ombrés par les saules où glissent silencieusement des barques conduites par des hommes noirs, gréées d'une voile souillée de charbon [tourbe] plantée à la poupe. Au-dessus des chemins mouvants plane le vol des hérons et des oies sauvages (…) » écrivait déjà Alphonse de Châteaubriant en 1935. Beaucoup de personnes pensaient qu'il fallait l'assécher en la drainant et abandonner l'exploitation de la tourbe accusée de faire s'affaisser le sol et d'accentuer ainsi son caractère marécageux.
Dès la décennie 1930 la Brière est devenue attractive pour les touristes : « L'île de Fédrun, près du bourg de Saint-Joachim,constitue le cœur de la Brière. Les autocars, chaque jour pendant la saison balnéaire, transportent en ce coin pittoresque de nombreux estivants des plages de la Côte d'Amour. C'est par dizaines aussi (…) que les somptueuses voitures de maître roulent sur le chemin qui traverse tout le village (…) [et] voient des successions de chaumines bizarrement campées. (…). Ils rient en voyant des successions de canards qui s'ébattent dans les moindres flaques d'eau ».

Le livre d'Alphonse de Châteaubriant La Brière publié en 1923, grand succès de librairie de l'entre-deux-guerres, a beaucoup fait pour la renommée de cette vaste zone naturelle. Plusieurs éditions richement illustrées ont contribué à stimuler la curiosité des lecteurs pour découvrir ces marais mouillés. Une adaptation cinématographique du roman par Léon Poirier a été tournée en décors naturels à Saint-Joachim en 1924. Le film La Brière sort en 1925. L'intérêt du public est grandissant : la Brière sort de l'anonymat et devient une destination prisée. De nombreux articles de presse sont régulièrement publiés. En 1936, dans un numéro consacré à l'automobile et au tourisme, l'Illustration consacre quatre pages en couleur à la Grande Brière et prend sa défense :
Cette Brière, une des grandes beautés de notre France, un coin de nature vierge, un asile presque inviolé pour des milliers d'oiseaux sauvages, le gagne-pain de courageuses populations. Et le hideux progrès la menace. Les ingénieurs ont décidé de l'assécher. Comme si nous n'avions pas déjà assez de bons sols incultes. […] Que tous les amis de la nature se dressent, viennent au secours des paysans désolés, empêchent le sacrilège !

Qu'on nous laisse, par pitié, à nous pauvres exilés dans la plus sordide "civilisation", à nous les affaiblis du confort, les assujettis du chauffage central, du "cube d'air" et du travail à la chaîne, [...] qu'on nous laisse un coin de nature où nous connaîtrons l'amère délectation de nos regrets et la douce nostalgie du paradis perdu !
Ce n'est que progressivement dans la seconde moitié du XXe siècle que l'intérêt écologique de la Brière a été perçu. Les marais de Brière sont désormais protégés à plusieurs titres. Le Parc naturel régional de Brière a été mis en place en 1970. Une réserve naturelle a été créée en 2012.

## Population et société

### Traits marquants
Selon Sylvie Postel-Vinay, les différents recensements depuis 1836 montre que la famille nucléaire ou restreinte — composée du père, de la mère et des enfants, et donc non élargie aux parents d'un des époux — représente près de 70% des ménages briérons.
Les familles nombreuses sont fréquentes au XIXe siècle ; le recensement de 1866 à Saint-Joachim dénombre 158 familles ayant entre cinq et dix enfants, sur un total de 1 040 foyers.
Autre trait marquant, les Briéronnes donnent naissance jusqu’à un âge avancé —  49 ans, voire 54 ans — ainsi que le révèlent les registres d’état civil.
La prédominance de la famille nucléaire est un critère qui occulte, au XIXe siècle la présence d’une communauté plus large constituant des quartiers, des hameaux ou même des communes, tant voisinage et cousinage sont confondus. Le petit nombre de patronymes et leur répartition géographique vient confirmer ce constat,. Des hameaux sont même nommé du patronyme dominant, ainsi le village des « Moyons » à Fédrun et celui des « Vinces » à Pendille (Saint-Joachim).

## Culture locale et patrimoine

### Patrimoine culturel

#### Œuvres ayant pour thème la Brière
- La Brière, œuvre musicale de Paul Ladmirault destinée à être exécutée pour soutenir l'action du film muet La Brière de Léon Poirier ;
- La Brière, roman d'Alphonse de Châteaubriant, Grand prix du roman de l'Académie française et le film de Léon Poirier qui s’en inspire en 1924 ;
- Briéron, maître chez soi, roman de Jean Mauclère, histoire se situant entre 1914 et 1935, ed Maison de la Bonne Presse, 1937, réédité par Le Prin Bergère, 1987.
- Brière et Briérons, documentaire de Richard Chenay, diffusé en 1947[52] ;
- La Presqu'Ile, nouvelle de Julien Gracq, écrite en 1967, publiée dans le recueil La Presqu'île (Librairie José Corti) où il décrit les paysages de la Brière sous des toponymes inventés : la Brière devient ainsi "le marais Gât"[53], la Chapelle-des-Marais est "Sainte-Claire-des-eaux" ou Herbignac, "Malassac", etc.

Épisode des Cinq Dernières Minutes  : 
Chassé-croisé de Claude Loursais - 1972 avec Henri Virlogeux en vieux Briéron.
lien Web :
http://php88.free.fr/bdff/image_film.php?ID=6105

#### Tableaux
Ferdinand du Puigaudeau a peint de nombreux paysages de la Brière.

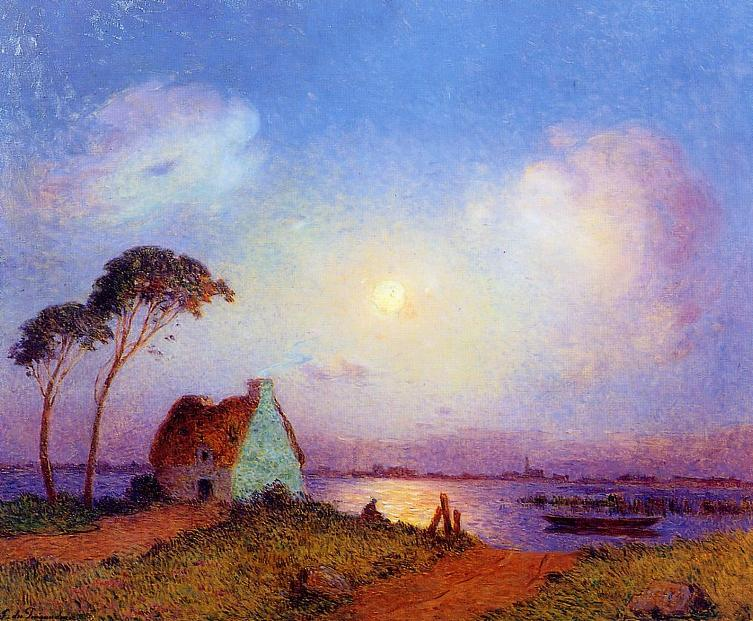
Ferdinand du Puigaudeau : Paysage de Grande Brière.
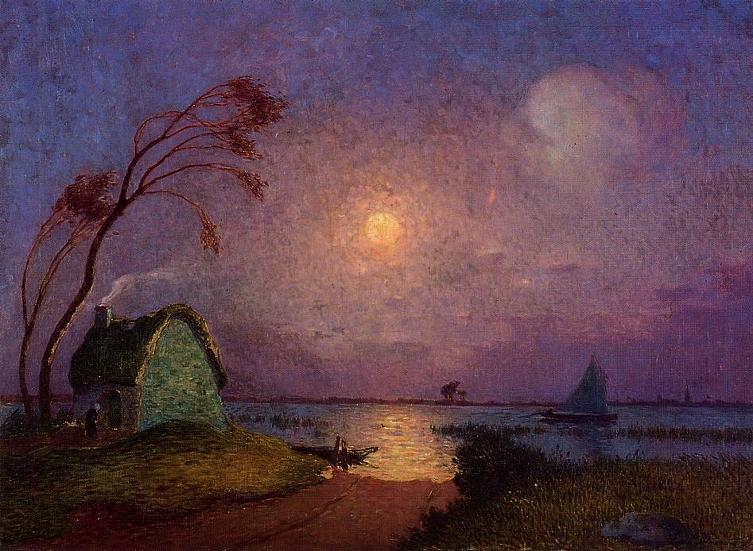
Ferdinand du Puigaudeau : Chaumière au clair de lune en Brière.
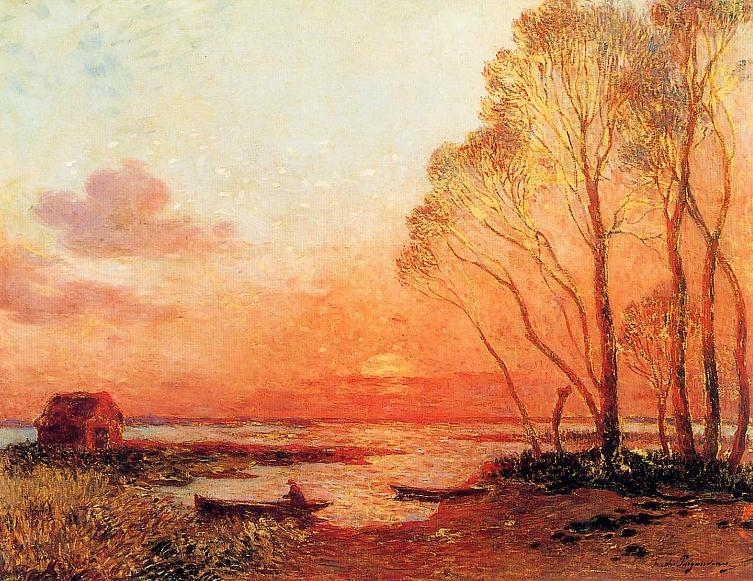
Ferdinand du Puigaudeau : Coucher de soleil en Brière.

### Patrimoine naturel
Les marais briérons s'insèrent dans un vaste ensemble de zones humides comprenant au nord le golfe du Morbihan et l'estuaire de la Vilaine, à l'ouest s'étendent les marais salants de Guérande et, au sud, l'estuaire de la Loire et le lac de Grand-Lieu. En tant que réservoir de biodiversité et comprenant de nombreux corridors biologiques, ils sont un élément très important de la trame verte et bleue, régionale, pris en compte par le SRCE.
Les marais briérons et surtout de la Grande Brière Mottière évoluent depuis un siècle vers une uniformisation en roselière cariçaie (alors que les prairies occupaient en 1940 environ 80 % de la surface de la Grande Brière Mottière, contre 15 % en 2000), au détriment de la biodiversité des milieux ouverts et de la diversité paysagère. Le pâturage remplaçait l'action des grands herbivores sauvages qui ont été peu à peu éliminés par l'Homme après la dernière glaciation.
La faune et la flore des zones humides restent riches et remarquables, mais nécessitent pour conserver une mosaïque écopaysagère gage d'une haute biodiversité des actions de gestion pour remplacer l'action de ces grands herbivores (et de la grande faune sauvage en général); « le broyage de cariçaies a été entrepris afin d’assurer la reconversion de vastes zones inutilisées en prairies pâturées » (3 parcelles gyrobroyées en été et en automne 1997 : une parcelle de 15 ha sur Bréca, 40 ha sur La Pointe, Les Landes, 20 ha sur la Chaussée Neuve).
La Grande Brière a été reconnue site Ramsar le 1er février 1995.

### Tourisme

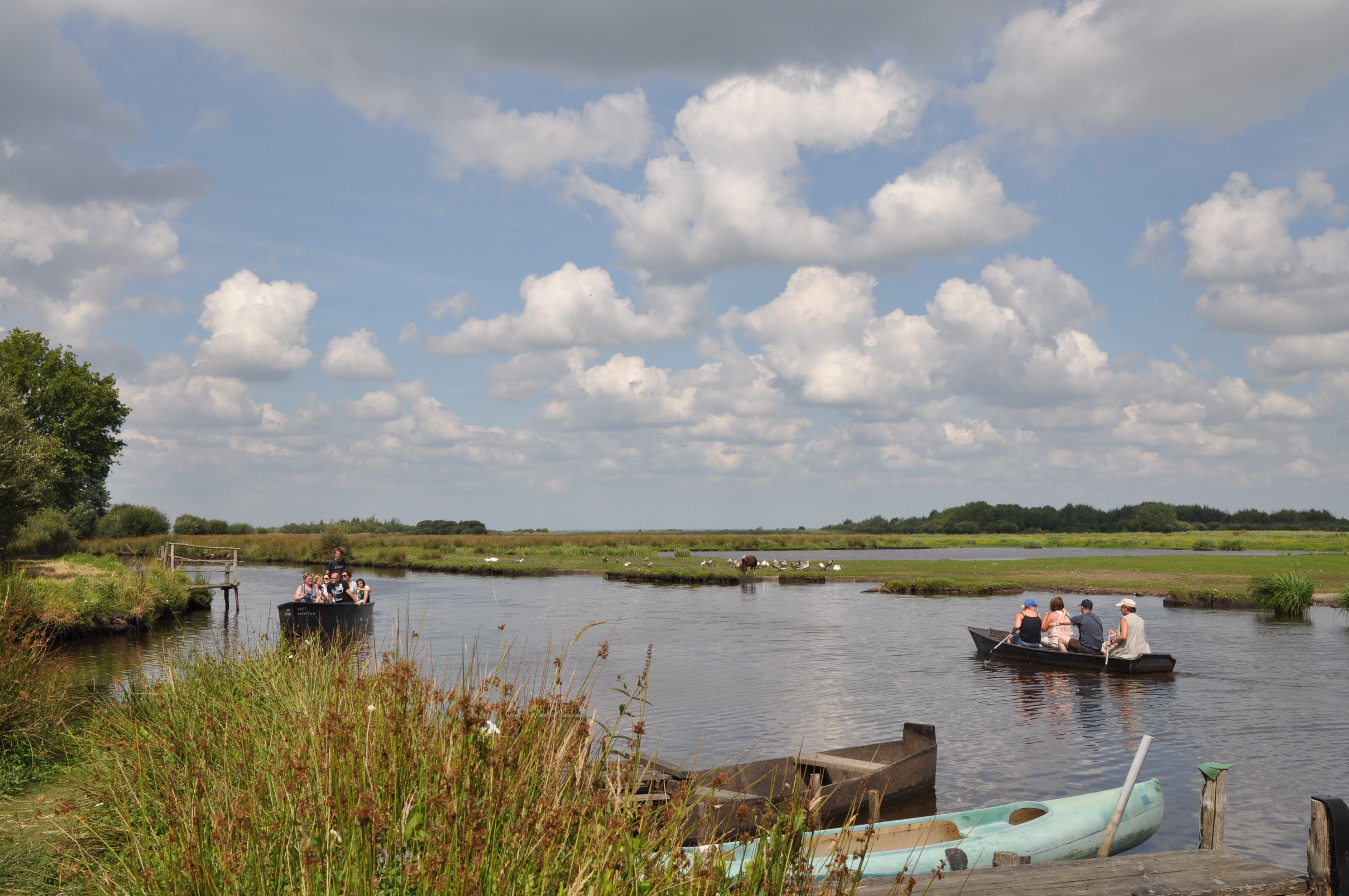
Embarquement au port de la Chaussée Neuve pour une découverte de la Brière.

- Le village de Kerhinet en Saint-Lyphard, qui fut occupé pendant des siècles par des générations de Briérons qui exploitaient de petites parcelles de terres en élevant deux ou trois vaches, abandonné au début du XXe siècle, a été acquis par le Parc naturel régional de Brière dans la décennie 1970 et restauré, montrant ses chaumières blotties sous leurs toits de roseaux, les lavoirs et four à pain[56].
- Plusieurs ports permettent d'embarquer pour visiter le marais, notamment ceux de Bréca à Saint-Lyphard, de la Chaussée Neuve à Saint-André-des-Eaux et celui de l'île de Fédrun.
- L'Église de Saint-Lyphard est de couleur rose. Son clocher permet d'offrir une magnifique vue sur les marais de Brière.
- Les communes de Piriac-sur-Mer, Le Croisic et Batz-sur-Mer sont labellisé Petite Cité de Caractère.

### Personnalités liées à la Brière
- Ferdinand du Puigaudeau a peint de nombreuses toiles représentant la Brière.

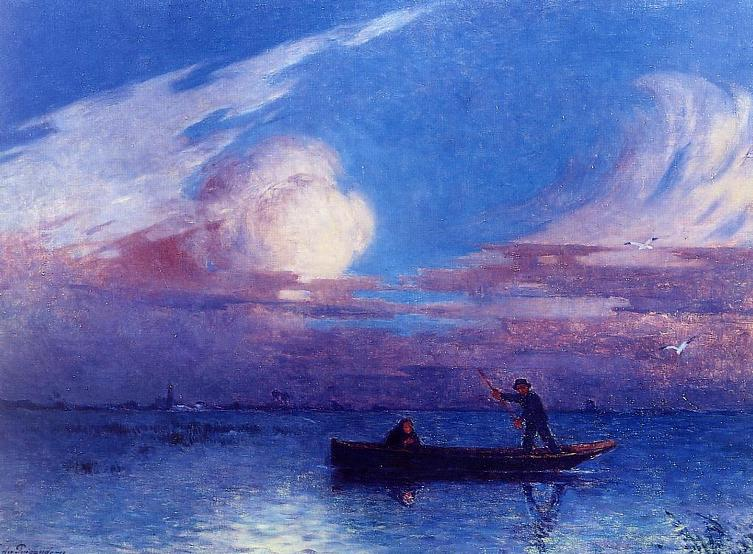
Boating at Night in Briere.
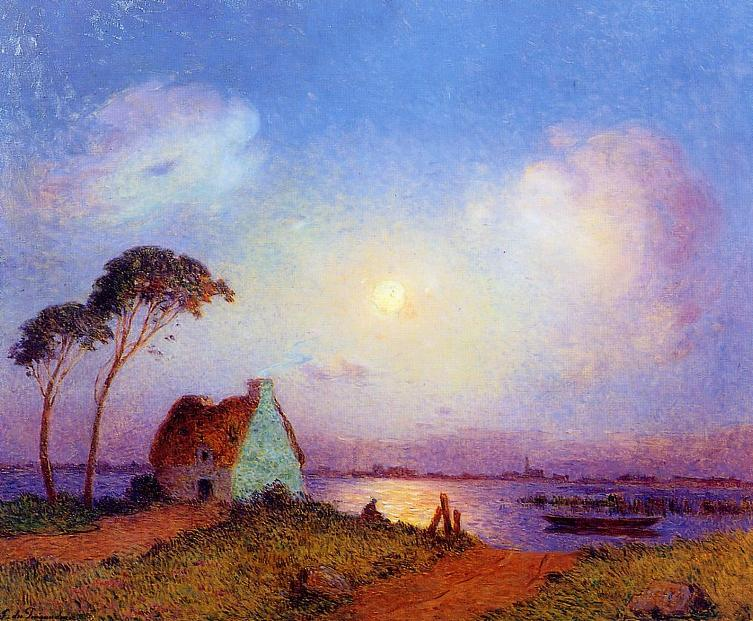
Grande Briere Landscape.
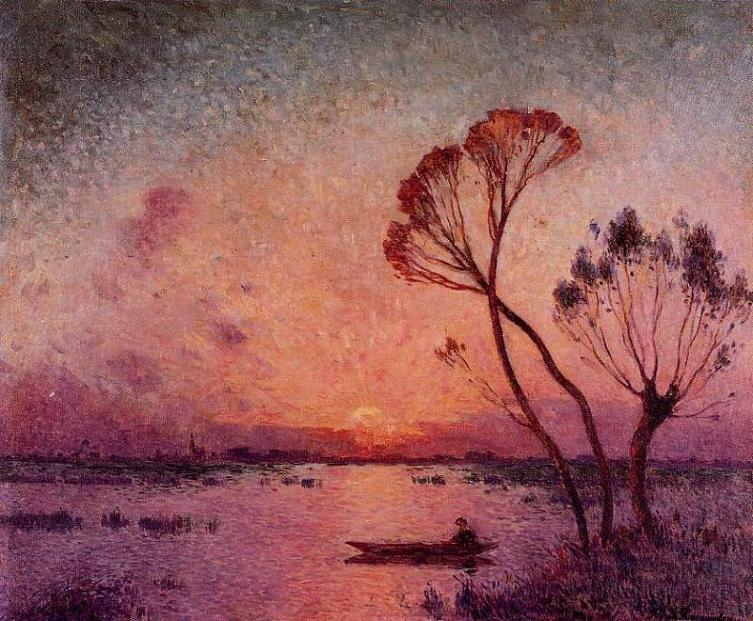
Sunset in Briere 1.
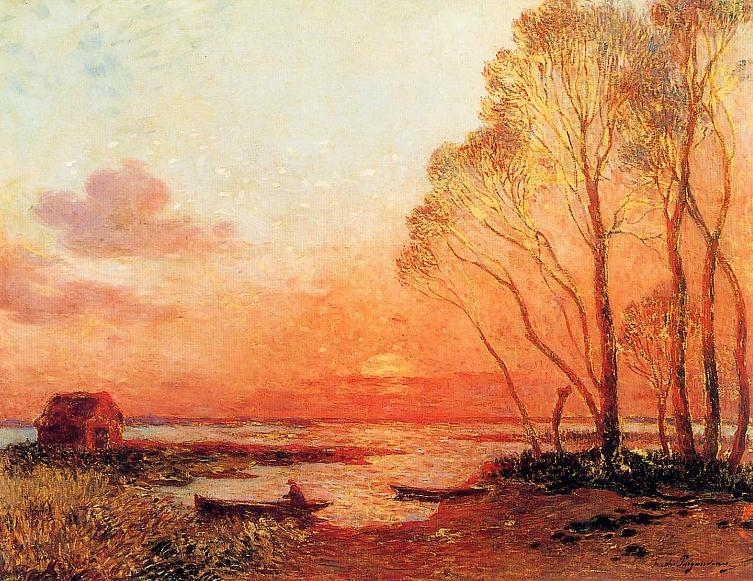
Sunset in Briere 2.
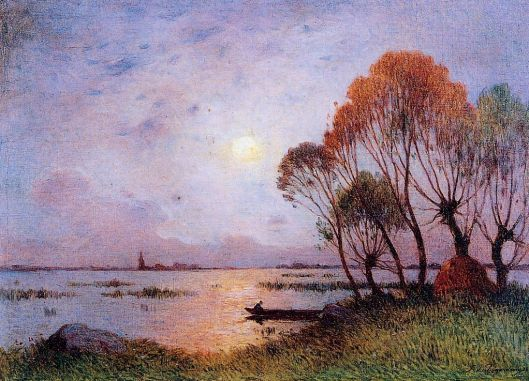
Sunset on the Grande Briere.

- Alphonse de Châteaubriant, auteur notamment du roman La Brière.

## Galerie

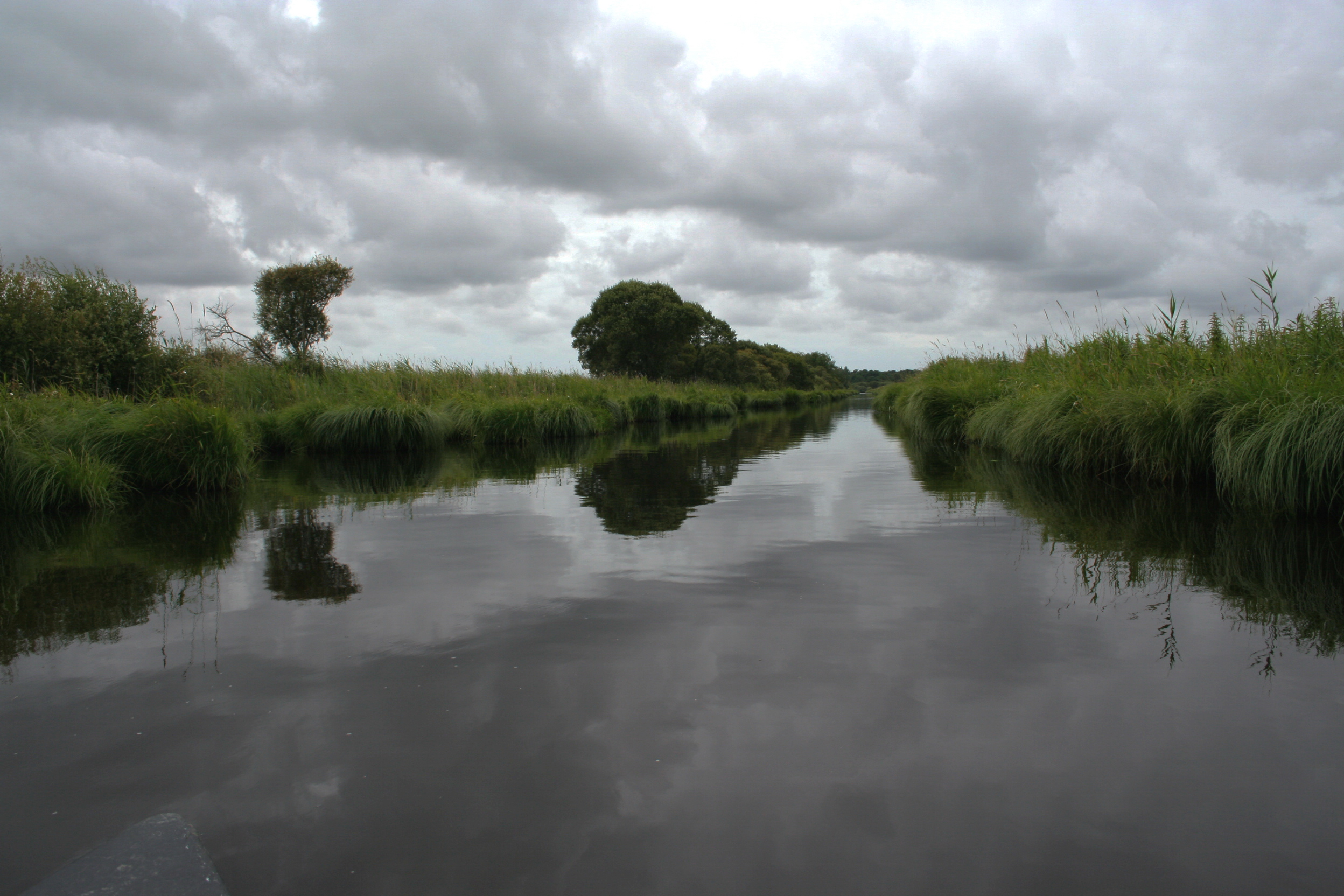
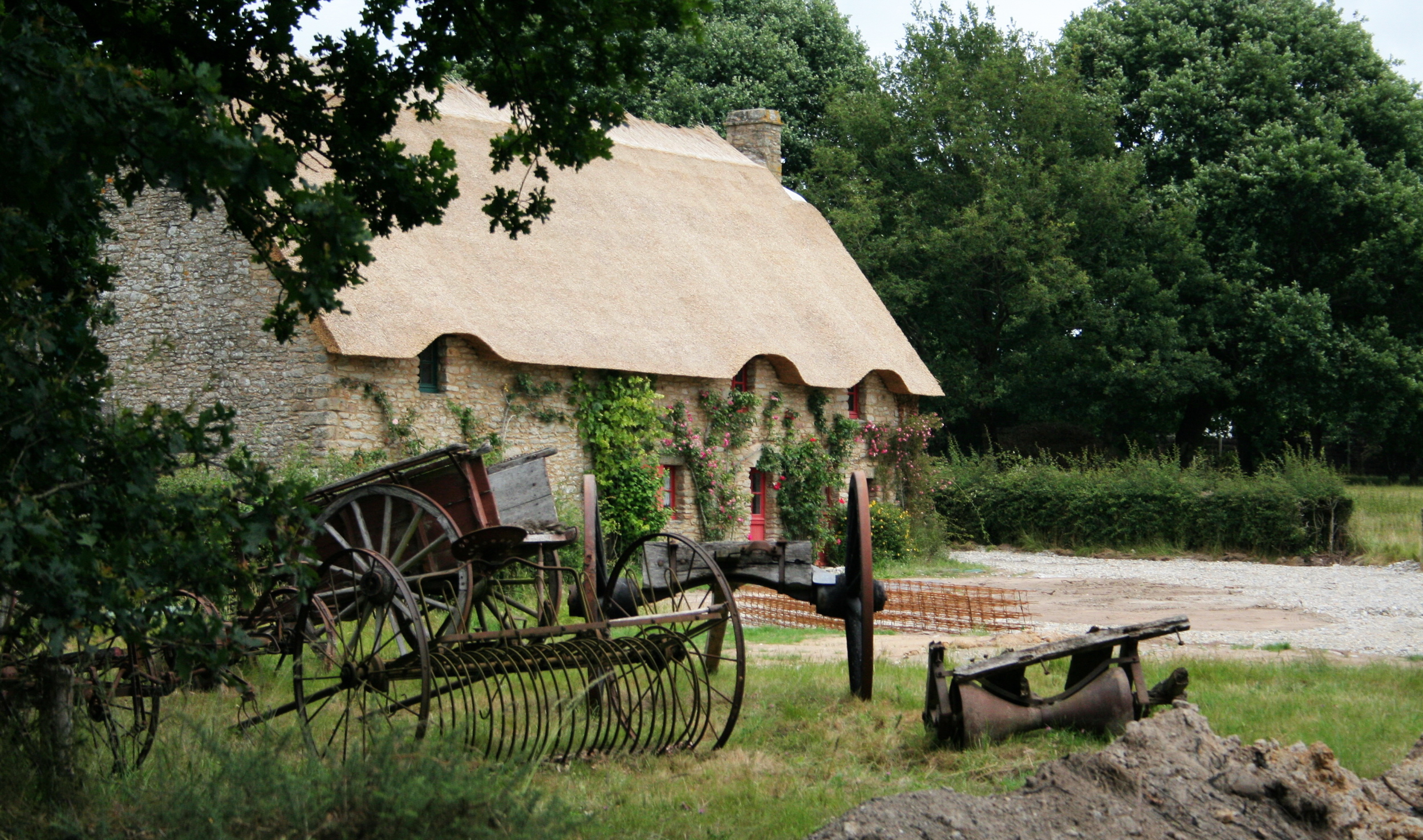
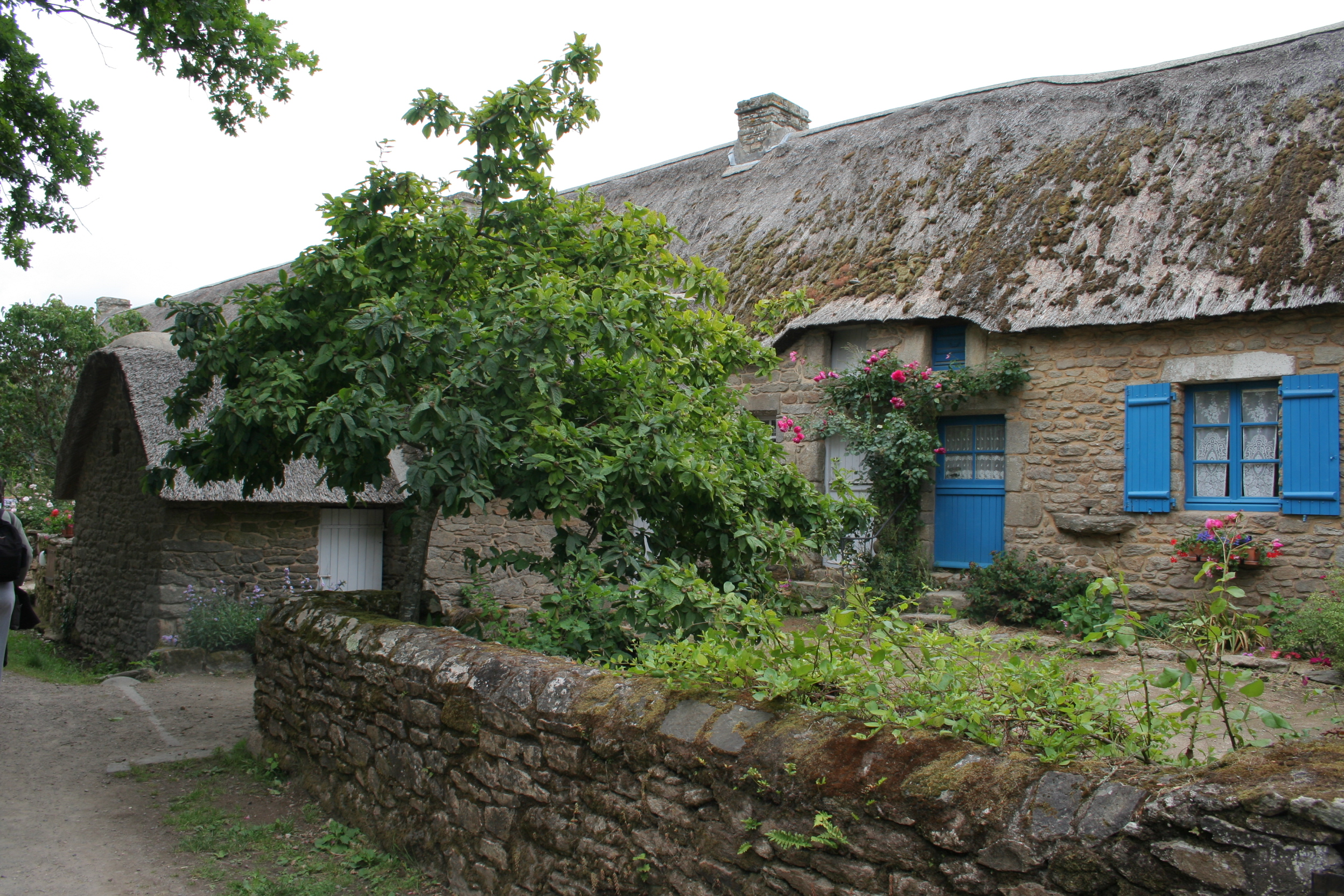
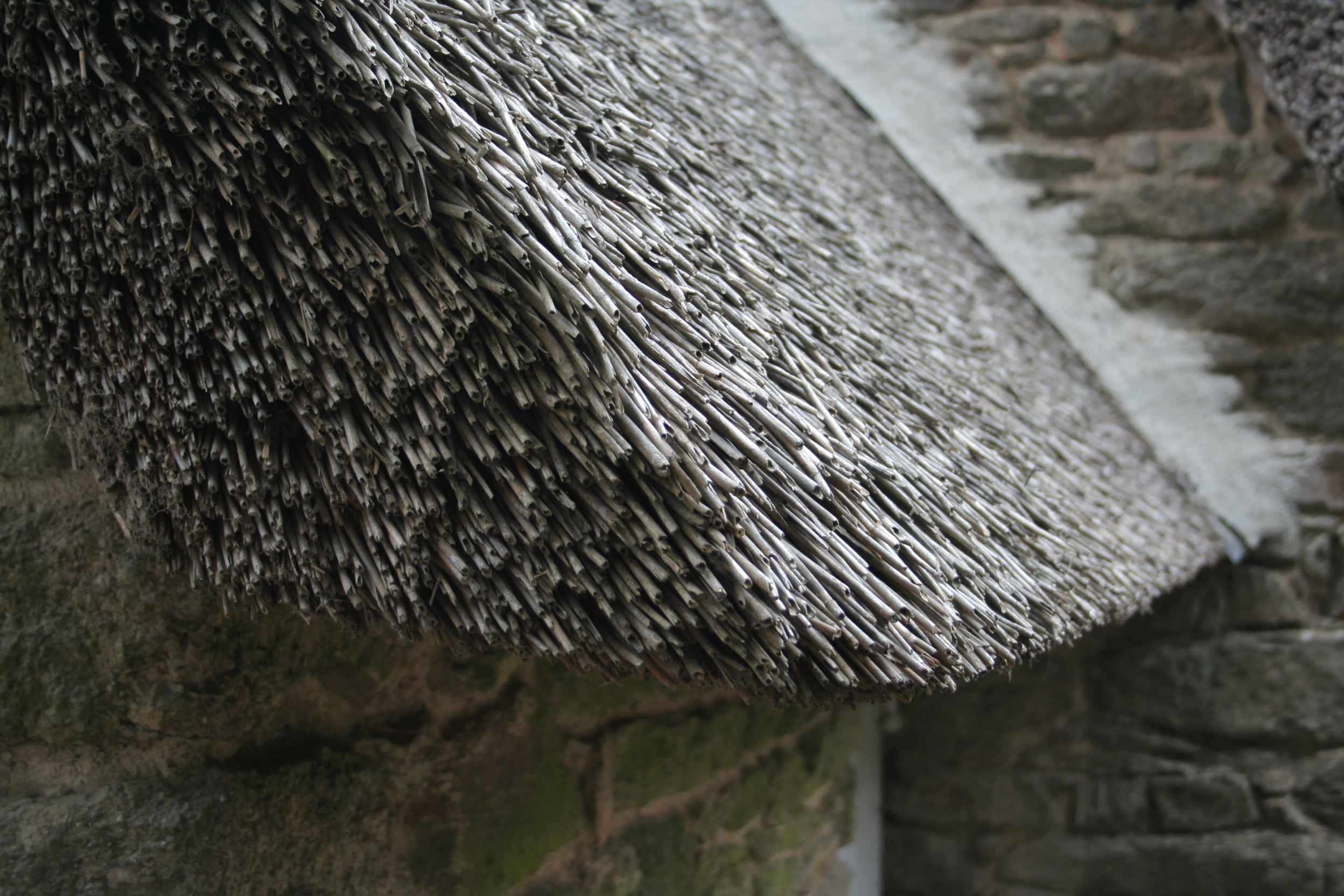
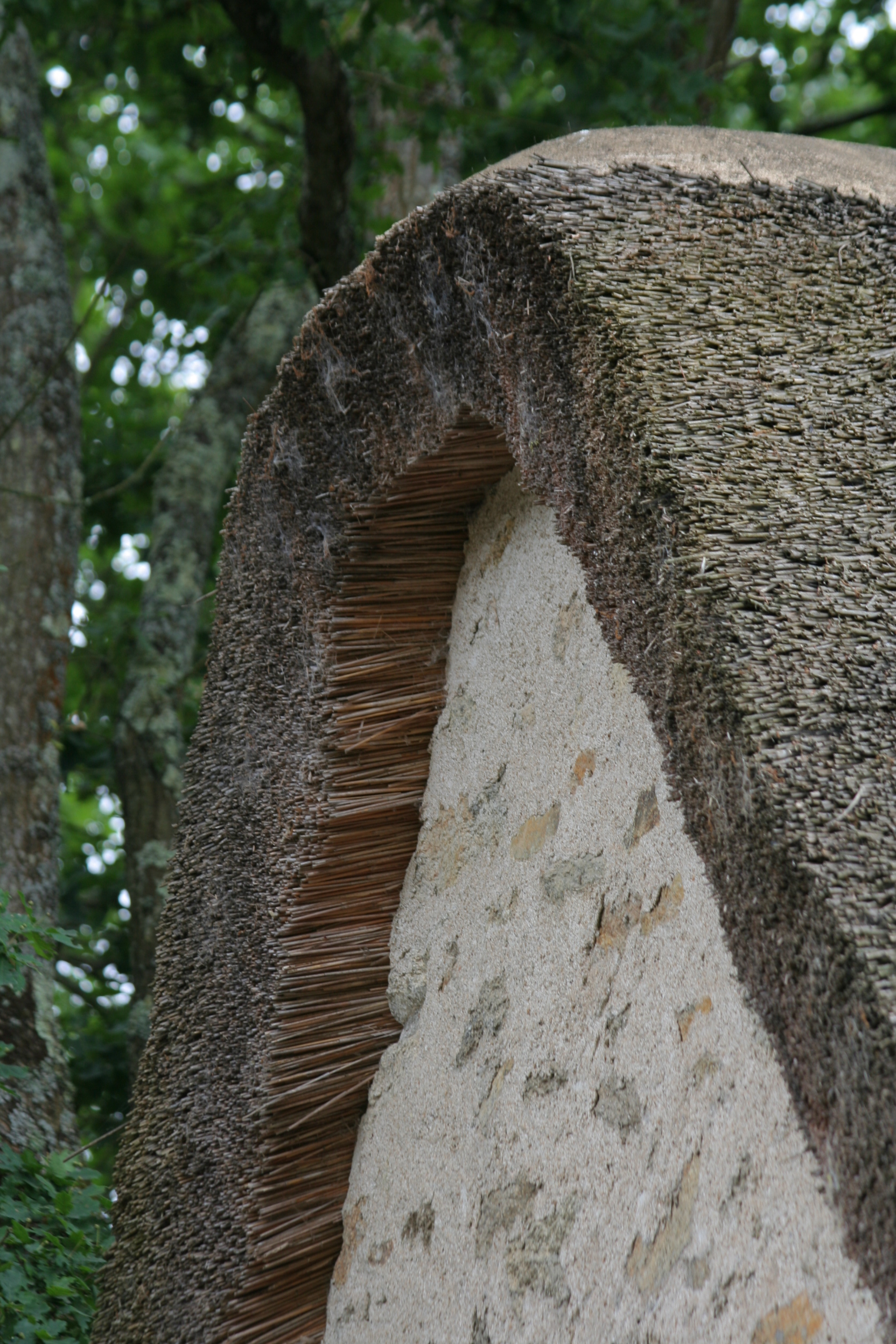
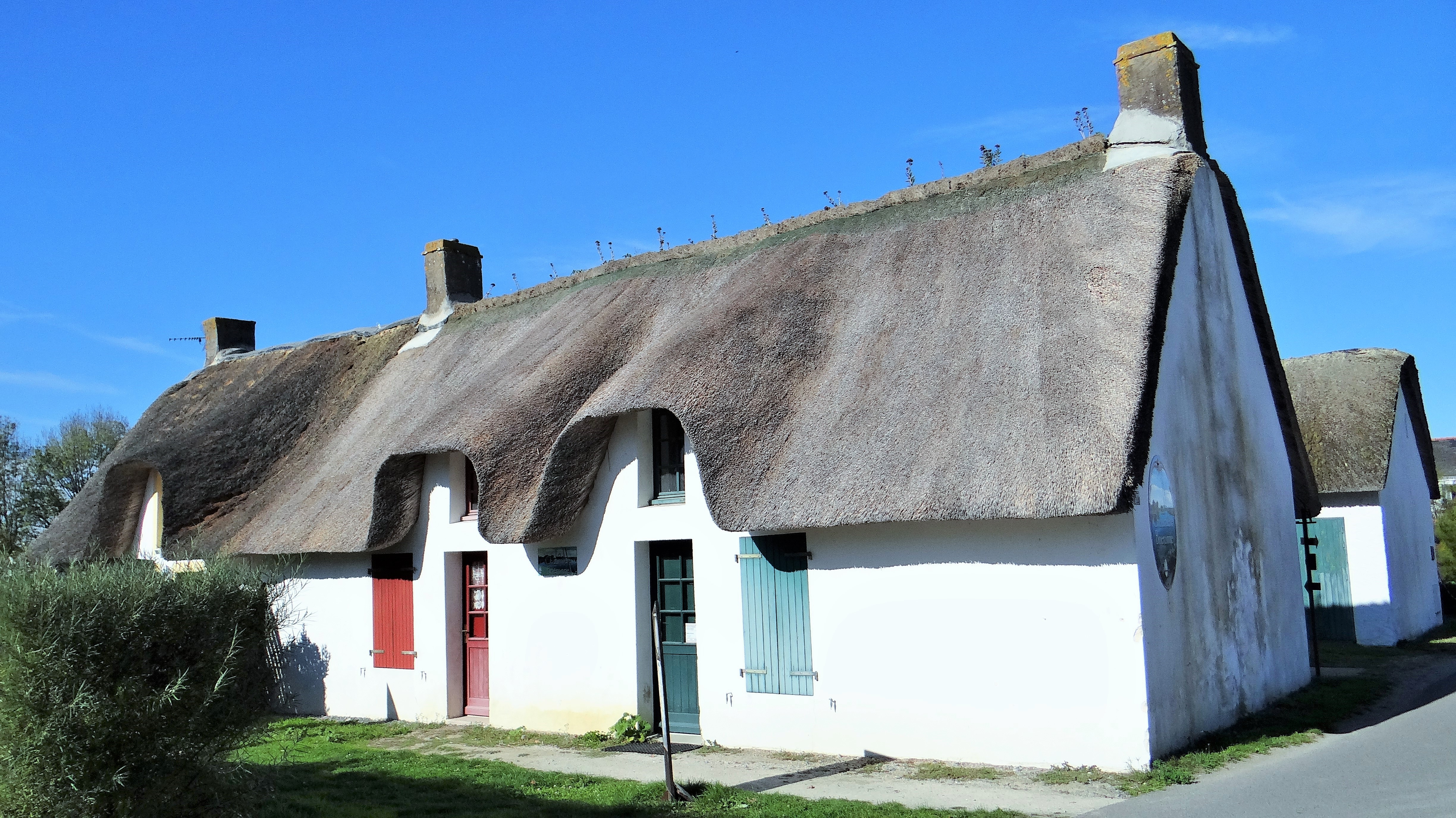
Maison briéronne en toit de chaume sur l'île de Fédrun.
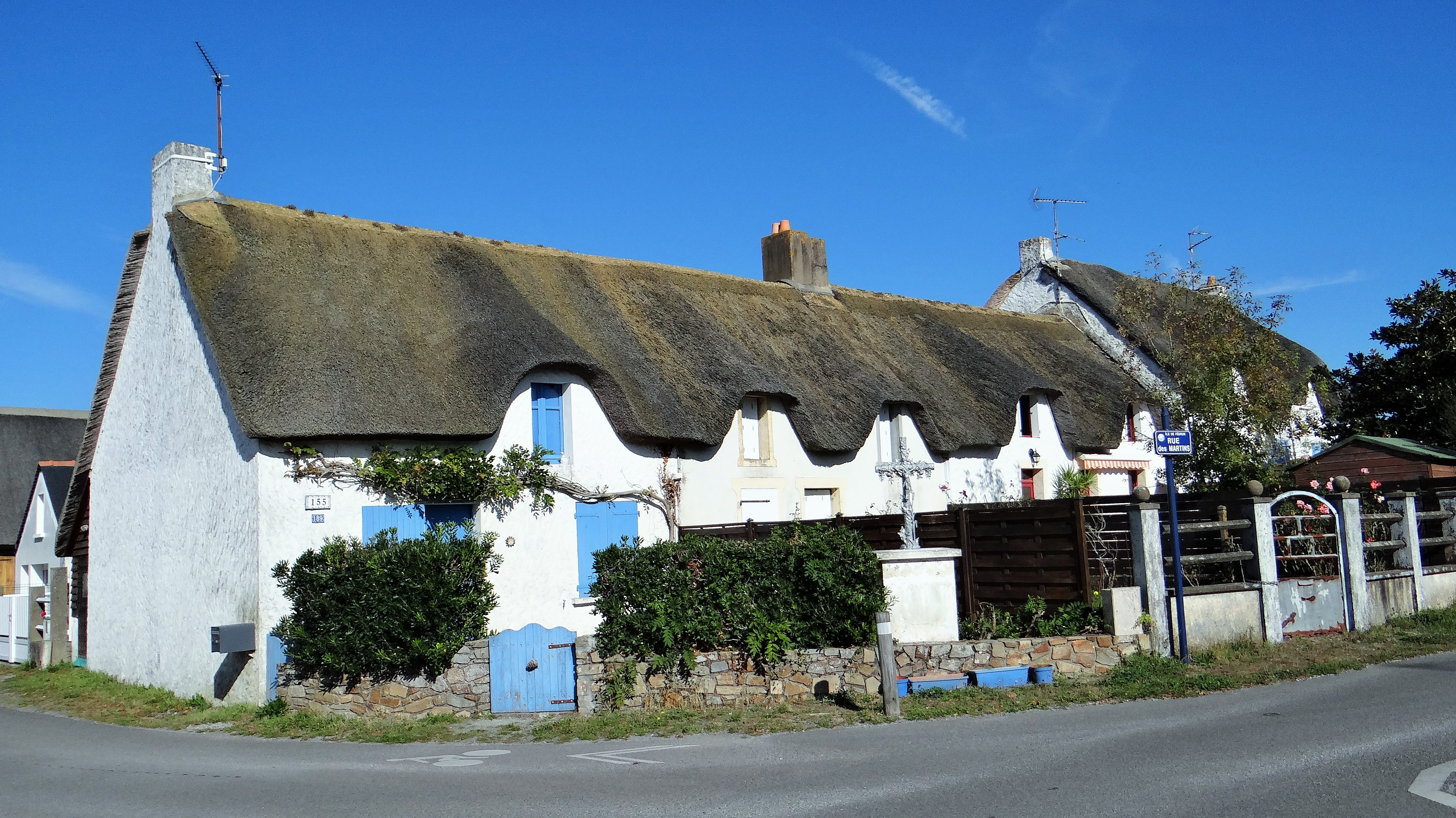